# Gröbenzell
Gröbenzell ist eine Gemeinde im oberbayerischen Landkreis Fürstenfeldbruck. Diese liegt etwa 16 Kilometer nordwestlich des Münchner Stadtzentrums am Rande des Graßlfinger/Dachauer Mooses. Der südliche Ortsrand geht nahtlos in den Nachbarort Puchheim über. Der östliche Ortsrand grenzt direkt an den Münchner Stadtteil Lochhausen. Gröbenzell bezeichnet sich inoffiziell als Gartenstadt, was vor allem der Gemeindevermarktung dient. Gröbenzell gehört zu den am dichtesten besiedelten Gemeinden Deutschlands und ist die einwohnermäßig größte Gemeinde des Landkreises Fürstenfeldbruck ohne Stadtrecht. Es gibt keine weiteren Gemeindeteile.
Gröbenzell wurde 1952 als politische Gemeinde gegründet. Dabei wurden Gemeindeteile von München, Puchheim, Olching und Geiselbullach zu einem Ort um den Bahnhaltepunkt Gröbenzell zusammengelegt. Gröbenzell gehört zu den „grünen Umlandgemeinden“ Münchens, mit vielen Einfamilienhäusern, drei Grundschulen, einem Gymnasium, einer Vielzahl von Kinderbetreuungseinrichtungen und einer Waldorfschule. Zudem verfügt die Gemeinde über eine Volkshochschule (vhs), die seit über 75 Jahren im Ort vertreten ist. Im Gewerbegebiet sind sowohl Einzelhandel als auch produzierendes Gewerbe angesiedelt.

## Nachbargemeinden
Die Entfernungsangaben beschreiben die Luftlinie zum Ortsmittelpunkt des Nachbarorts und sind auf ganze Kilometer kaufmännisch gerundet.
| Olching 4 km           | Bergkirchen 8 km                            | Dachau 9 km     |
| Fürstenfeldbruck 11 km | Kompassrose, die auf Nachbargemeinden zeigt | Karlsfeld 11 km |
| Eichenau 6 km          | Puchheim 3 km                               | München 16 km   |

## Geschichte

### Bis zum 19. Jahrhundert
Um 1560 ließ Herzog Albrecht V. das „Gröbenhüterhaus“ errichten, das bis Anfang des 19. Jahrhunderts als landesherrliche Zollstelle diente. Die erste urkundliche Erwähnung von Gröbenzell geht auf das Jahr 1725 zurück. Dieser zufolge leitet sich der Name „Gröbenzell“ vom Zöllner vom Gröbenbach („Gröbenzoll“) ab. Es handelte sich um ein Einzelhaus am Gröbenbach, von dem aus der Neubau einer Straße zwischen Lochhausen und Olching überwacht werden sollte. Das Gemeindewappen zeigt deshalb auch eine Zollschranke über einem Bach.
Anfang des 19. Jahrhunderts entstand der Ort Gröbenzell aus einer losen Ansammlung sehr armer Moos- und Mooransiedlungen.
Erst Mitte des 19. Jahrhunderts entstanden die ersten privaten Wohnhäuser. Mit dem Bau der Eisenbahnlinie von München nach Augsburg 1840 war ein Aufschwung der Torfstecher verbunden, die nun der Königlich Bayerischen Staatsbahn ihr Produkt verkaufen konnten und so wurde im November 1898 sogar ein Haltepunkt eingerichtet.
Bis zum Zweiten Weltkrieg war Gröbenzell vorwiegend eine Torfstechersiedlung. Dann kam eine Reihe von (inzwischen weitgehend abgerissenen) Umsiedler- und Flüchtlingshäusern dazu.

### Gemeindegründung
Als politische Gemeinde konstituierte sich Gröbenzell erst am 1. August 1952 durch Abtretung von Gemeindeteilen der Landeshauptstadt München und der Gemeinden Geiselbullach, Olching und Puchheim. Das sogenannte moderne Gröbenzell entstand in den 1960er und 1970er Jahren mit der ehemaligen EIWO-(heute beschönigend »Alpenland«-)Siedlung, die ca. 250 Reihenhäuser umfasst. Diese und folgende Siedlungen machten Gröbenzell zu einer Schlafstadt für München.

### 21. Jahrhundert
Am 3. April 2011 entschieden die Wahlberechtigten in einem Bürgerentscheid darüber, ob Gröbenzell, ähnlich wie die Nachbargemeinden Olching und Puchheim den Stadtstatus anstreben soll. Mit einer Wahlbeteiligung von fast 52 Prozent entschieden sich die Bürger dagegen.

### Einwohnerentwicklung
Zwischen 1988 und 2018 wuchs die Gemeinde von 17.833 auf 19.967 um 2.134 Einwohner bzw. um 12 %.
Die nachfolgenden Einwohnerzahlen beziehen sich auf den Gebietsstand vom 25. Mai 1987.
| Bevölkerungsentwicklung | Bevölkerungsentwicklung | Bevölkerungsentwicklung | Bevölkerungsentwicklung | Bevölkerungsentwicklung | Bevölkerungsentwicklung | Bevölkerungsentwicklung | Bevölkerungsentwicklung | Bevölkerungsentwicklung | Bevölkerungsentwicklung | Bevölkerungsentwicklung | Bevölkerungsentwicklung | Bevölkerungsentwicklung |
| ----------------------- | ----------------------- | ----------------------- | ----------------------- | ----------------------- | ----------------------- | ----------------------- | ----------------------- | ----------------------- | ----------------------- | ----------------------- | ----------------------- | ----------------------- |
| Jahr                    | 1939                    | 1950                    | 1961                    | 1970                    | 1987                    | 1991                    | 1995                    | 2000                    | 2005                    | 2010                    | 2015                    | 2019                    |
| Einwohner               | 2.743                   | 5.283                   | 6.946                   | 11.386                  | 17.504                  | 18.317                  | 18.418                  | 18.830                  | 19.202                  | 19.512                  | 19.780                  | 20.048                  |

Der Zuwachs an Einwohnern setzte sich fort und stieg mit Stichtag 31. März 2019 auf 20.048.

## Politik

### Gemeinderat
Der Gemeinderat Gröbenzells zählt aufgrund der mehr als 20.000 Einwohner seit der Kommunalwahl am 15. März 2020 erstmals 30 Sitze (vorher 24) und setzt sich wie folgt zusammen:
- CSU: 9 Sitze (+1)
- SPD: 4 Sitze (0)
- Grüne: 7 Sitze (+2)
- FW: 2 Sitze (0)
- UWG: 7 Sitze (+3)
- FDP: 1 Sitz (0)

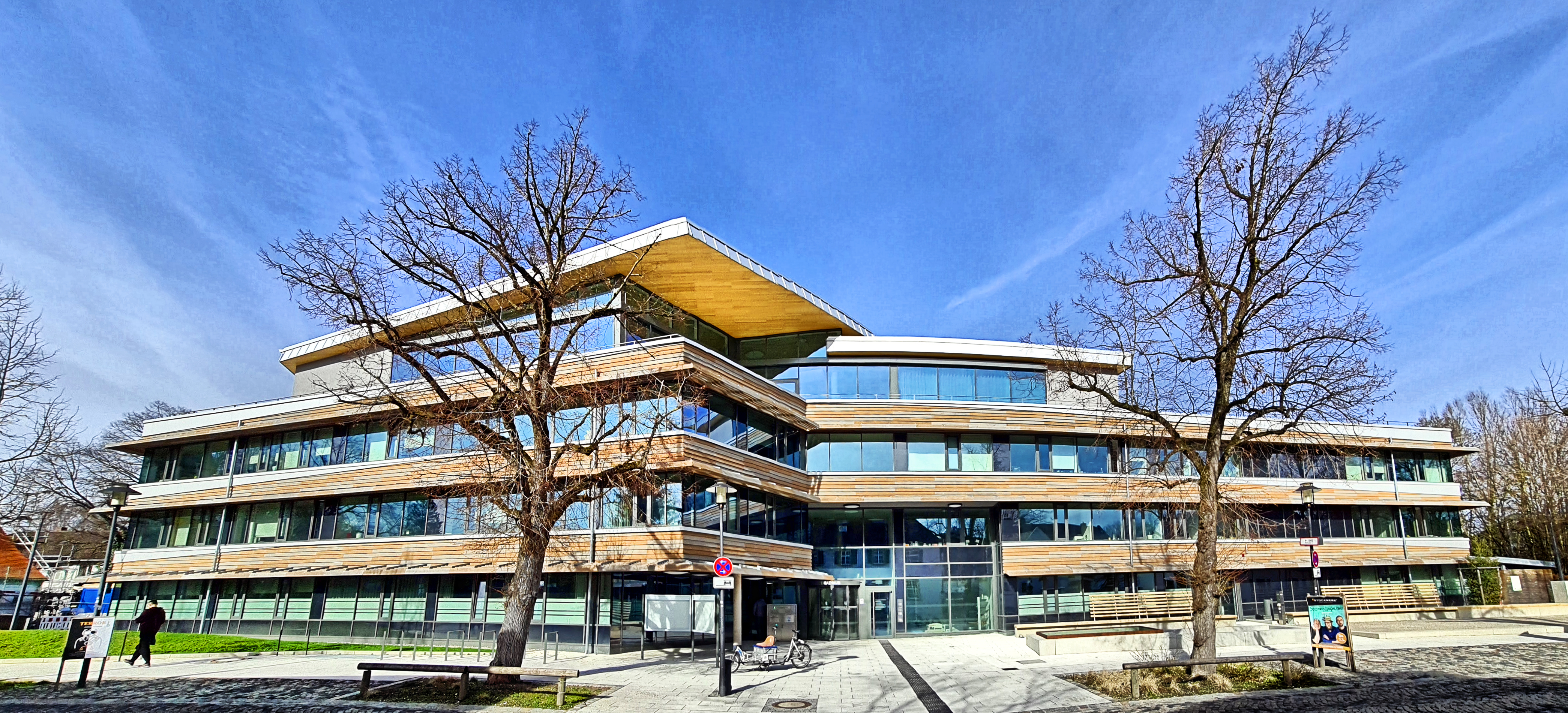
Neues Rathaus, ab 2022, Rathausstraße 4 (Februar 2024)

In Klammern die Veränderungen gegenüber der Gemeinderatswahl von März 2014. Die Anzahl der Wahlberechtigten betrug 15.917. Die Wahlbeteiligung betrug 62,82 Prozent.

### Bürgermeister
Der amtierende Erste Bürgermeister ist Martin Schäfer (UWG). Dieser löste am 1. Mai 2014 den nicht wieder angetretenen Dieter Rubenbauer (CSU) ab. In der Stichwahl gegen Anton Kammerl (CSU) vom 29. März 2020 wurde er mit fast 54 % erneut gewählt. Das Amt des Zweiten Bürgermeisters bekleidet Martin Runge (Bündnis 90/Die Grünen), das des Dritten Bürgermeisters Gregor Freiherr von Uckermann (SPD).

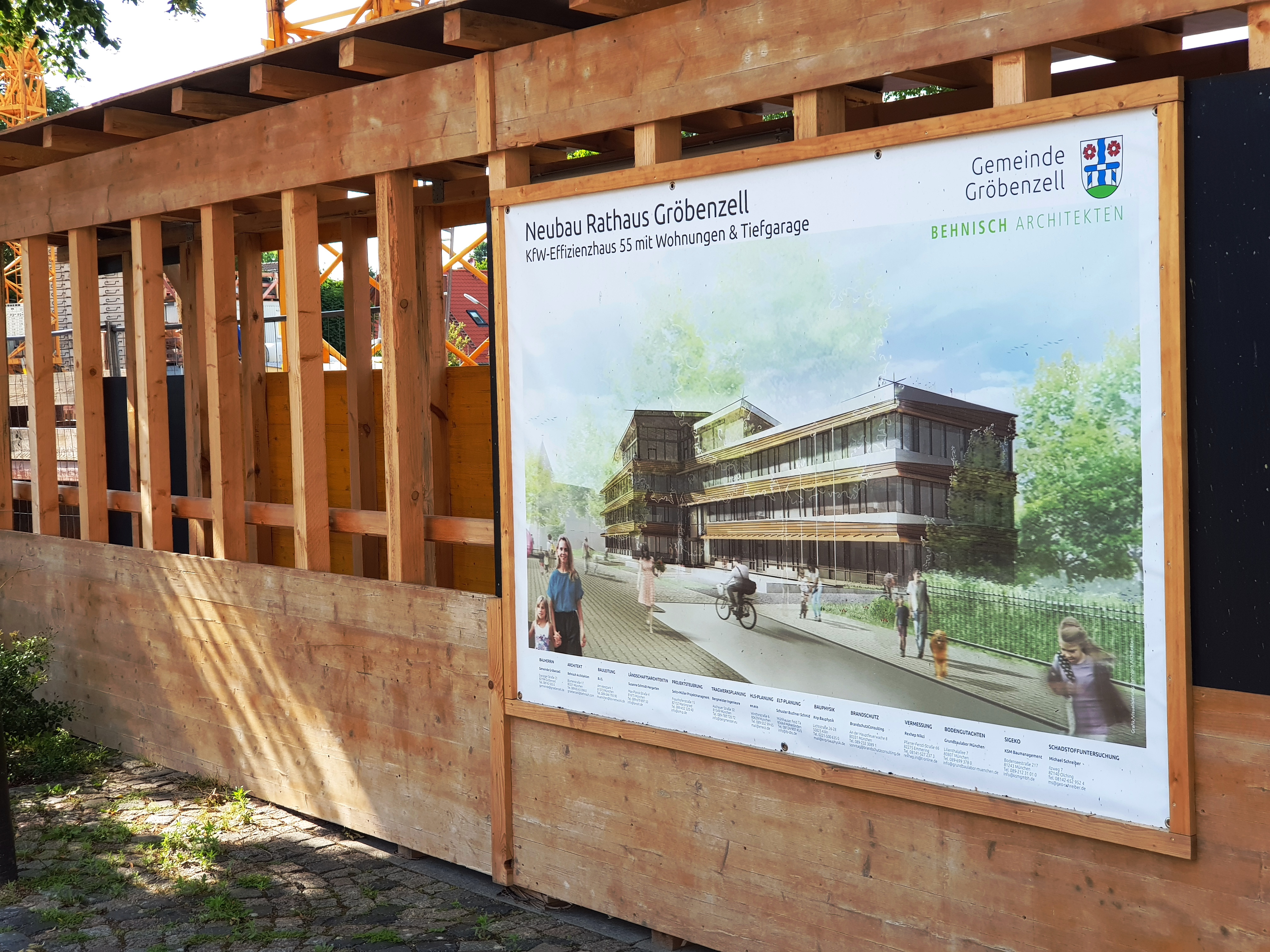
Neubau des Rathauses (Juni 2019)

Als Rathaus diente bis Ende 2021 ein angemietetes Bürogebäude in der Danziger Straße 23. Der in Bau befindliche Rathausneubau am bisherigen Standort im Zentrum wurde von Behnisch Architekten entworfen. 2018 sind sämtliche Gebäude des bisherigen Rathauses abgerissen worden. Der östliche, ältere Rathausteil war in den 50er Jahren errichtet worden, der westliche Rathausanbau von 1972 war von Architekt Götz-Dieter Raths entworfen worden.
Der erste Bürgermeister nach Gründung der Gemeinde war der SPD-Politiker Bernhard Rößner, der dieses Amt 1952–1957 ausübte. Nach ihm sind in Gröbenzell eine Straße und informell die sich in dieser Straße befindende Grundschule benannt. Wegen der Mitgliedschaft Rößners in der NSDAP gibt es im Gemeinderat Widerstand gegen die offizielle Benennung der Schule mit dem Namen Rößners.
Von der Gemeindegründung bis 1972 war die SPD dominierende kommunalpolitische Kraft, von 1972 bis 2014 wurde die Gemeinde durchgehend von CSU-Bürgermeistern geführt:
- Eicke Götz (1972–1980)
- Bernd Rieder (1980–2004)
- Dieter Rubenbauer (2004–2014)

Diese Jahre waren geprägt vom Auf- und Ausbau der wesentlichen Infrastruktur (Kindereinrichtungen, Schulen, Senioreneinrichtungen, Straßenausbau) bei gleichzeitiger finanzieller Stabilität und Seriosität.

### Ergebnisse bei Landtagswahlen
Quelle: Bayerisches Landesamt für Statistik und Datenverarbeitung (LfStaD)
| Jahr | CSU    | SPD   | Grüne  | FW     | FDP   | AfD   | ÖDP   | Sonstige | Wahlbeteiligung |
| ---- | ------ | ----- | ------ | ------ | ----- | ----- | ----- | -------- | --------------- |
| 2023 | 36,8 % | 9,8 % | 23,1 % | 10,5 % | 4,6 % | 7,3 % | 1,7 % | 6,3 %    | 79,9 %          |
| 2018 | 30,3 % | 9,7 % | 30,0 % | 9,0 %  | 6,8 % | 6,7 % | 1,2 % | 6,3 %    | 82,4 %          |

### Wappen und Flagge
Das Gröbenzeller Wappen wurde anlässlich der 10-Jahresfeier 1962 durch Gemeinderatsbeschluss eingeführt. Es zeigt die historisch abgeleitete weiß-blaue Zollschranke. Dahinter ein blaues Wellenband, das den Gröbenbach symbolisiert. Die beiden roten heraldischen Rosen links und rechts am oberen Wappenrand verweisen auf Gröbenzells Charakter als Gartenstadt. Der grüne Boden symbolisiert die ursprünglich ausgedehnten Moorgebiete südlich vom Dachauer Moos. Das Wappen entwarf Klemens Stadler, der Leiter des Sachgebiets Heraldik beim Bayerischen Hauptstaatsarchiv war.
Gleichzeitig mit dem Wappen entschied der Gemeinderat über das Aussehen der Gemeindeflagge. Das Banner ist längs weiß-grün geteilt mit dem mittig angeordneten Gemeindewappen.

### Partnergemeinden

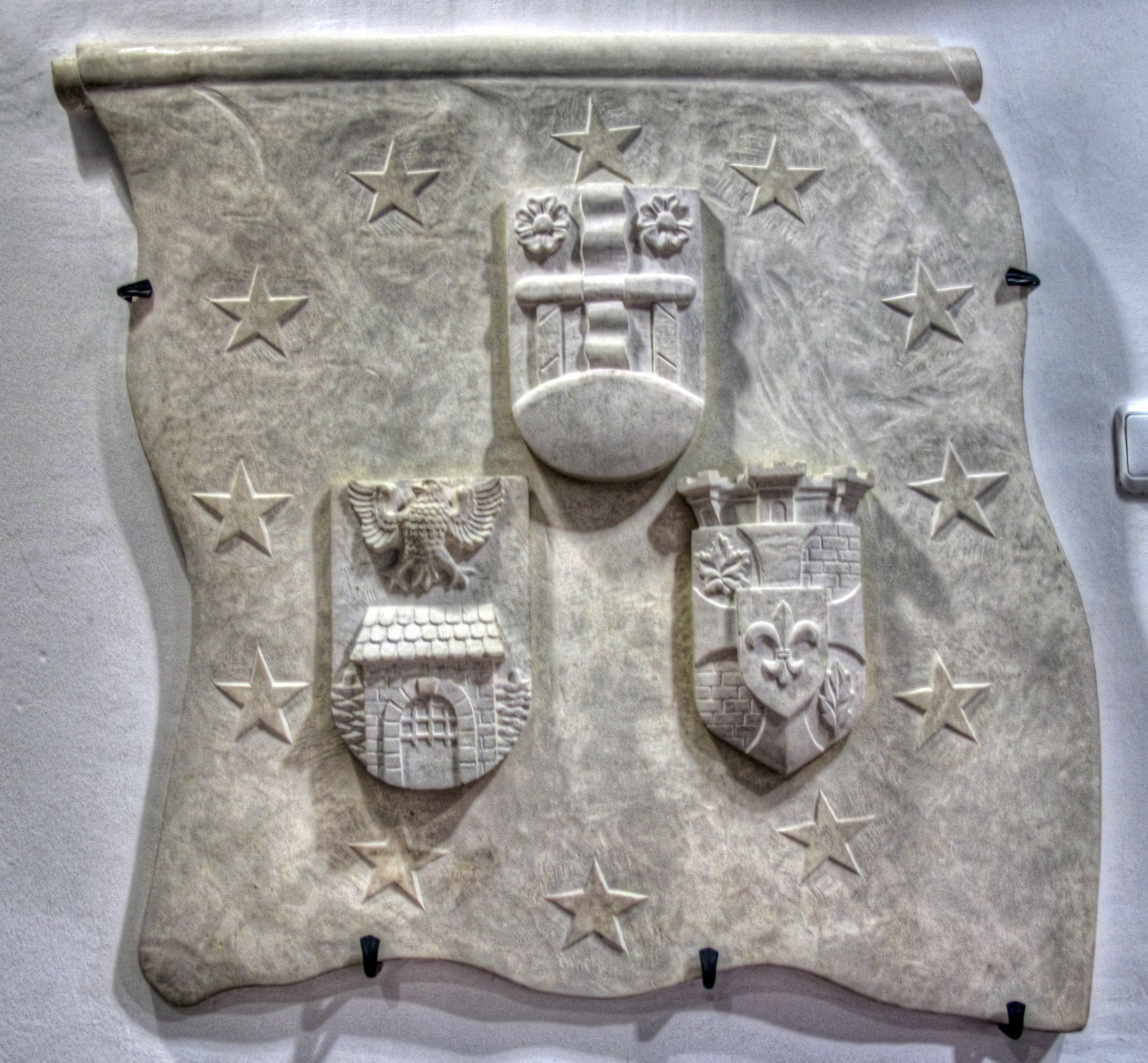
Skulptur der Wappen der Partnerstädte im Bürgerhaus

- Pilisvörösvár, Ungarn (seit 1990)
- Garches, Frankreich (seit 1994)

## Wirtschaft und Gewerbe

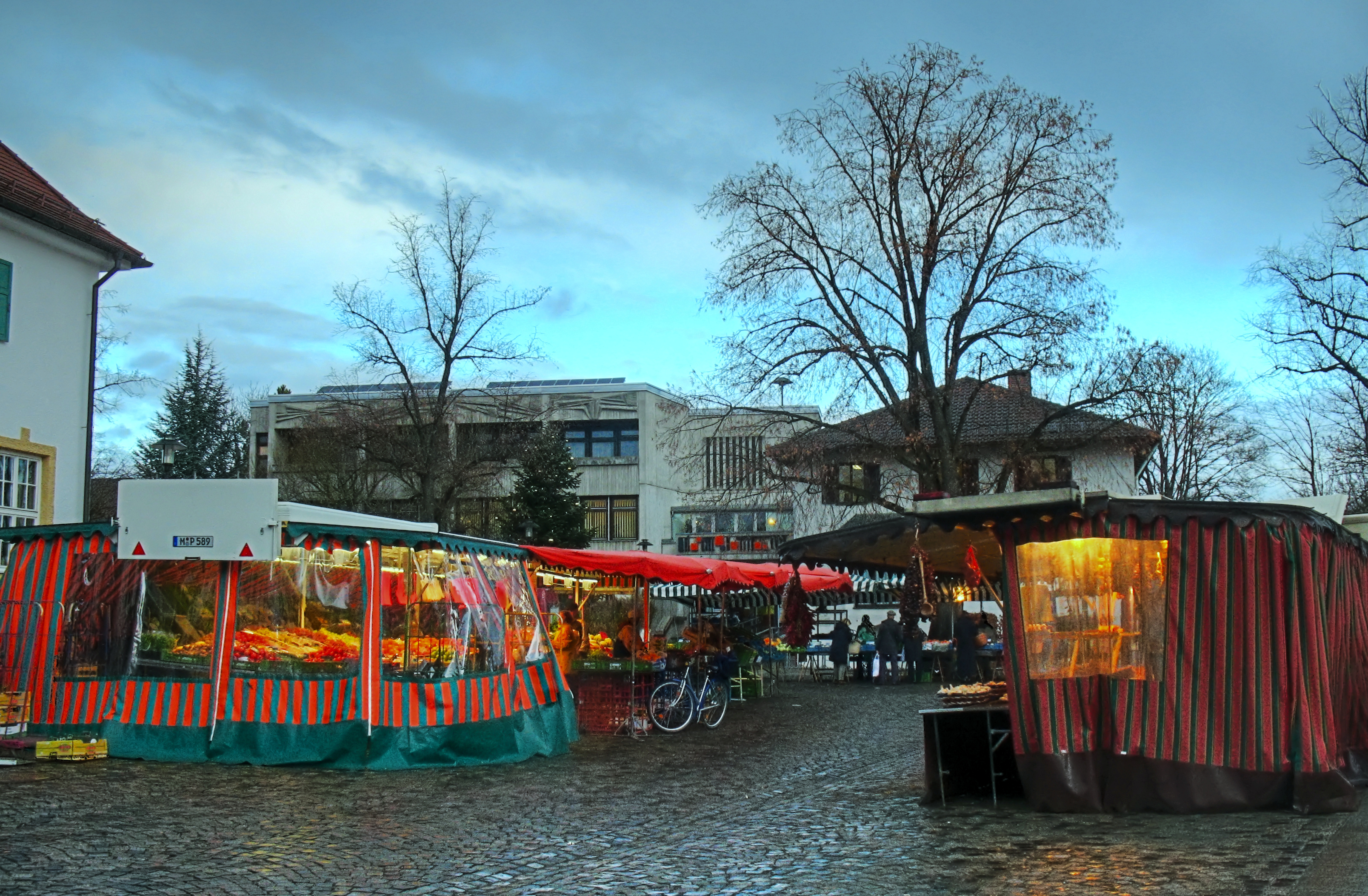
Wochenmarkt am Rathausplatz 2008 im Hintergrund das alte Rathaus

Im östlichen Gemeindeteil, zwischen der Bahnstrecke und der Staatsstraße nach Lochhausen entstand das Gröbenzeller Gewerbegebiet. Neben den üblichen Supermärkten und Discountern finden sich dort verschiedene Handwerks- und Kleinindustriebetriebe.
Im Ortszentrum um die Kirchen- und Bahnhofsstraße finden sich neben einem Drogeriemarkt mehrere Bäckereien bzw. Konditoreien. Unter anderem vervollständigen Apotheken, Optiker, Obst- und Gemüsehändler das ortsmittige Angebot an Waren und Dienstleistungen.
Der gut frequentierte freitägliche Wochenmarkt in der Rathausstraße mit einem breit gefächerten Angebot an Fleisch-, Fisch- und Wurstwaren sowie an Obst, Gemüse, Blumen, Käse, Brot und anderem ergänzt das alltägliche Warenangebot.

## Sehenswürdigkeiten
- Das Heimat- und Torfmuseum in Trägerschaft des Vereins „Gröbenhüter“, befindet sich in zentraler Lage gegenüber dem Rathaus im Dachgeschoss des Restaurants „Alte Schule“.[16]
- Katholische Kirche St. Johann Baptist, Gröbenzells Wahrzeichen (erbaut 1925)

- Evangelische Zachäuskirche aus dem Jahr 1955
- Neuapostolische Kirche im Gröbenzeller Norden (Finkenstraße)
- Die etwa 1,50 Meter hohe Bronzefigur Sterntaler des Bildhauers und Keramikers Ferdinand Auerhammer. Die Figur stellt das Mädchen aus dem Märchen Die Sterntaler der Brüder Grimm dar, das seinen Rock hochhält, um darin die vom nächtlichen Himmel fallenden Silbertaler aufzufangen. Diese Münzen sind plastisch herausgearbeitet und tragen unterschiedliche Prägungen. Eine zeigt das Fertigungsjahr 1965, eine andere die Aufschrift: „Dem Architekt + Künstlern“. Neben den Bildhauern Arno Visino und Wolf Hirtreiter sowie dem Architekten Götz-Dieter Raths wurde auch Josef Fottner eine Münze mit der Prägung „Kunstmaler Fottner“ gewidmet. Die Plastik diente ursprünglich als Brunnenfigur, auf deren hochgehobenem Rock sich mehrere Wasserstrahlen trafen. Ihr ursprünglicher Standort war rechts neben der Sparkasse, die auch als Stifter des Kunstwerkes auftrat. Später wurde sie an den südlichen S-Bahn-Zugang versetzt und ging in das Eigentum der Gemeinde Gröbenzell über. Nach der Renovierung der S-Bahn-Station  verschwand die Brunnenanlage, die Figur selbst blieb erhalten und steht in der Grünanlage gegenüber dem S-Bahn-Kiosk.
- Die 1916 fertiggestellte „Russenbrücke“ mit Jugendstildekor am nordöstlichen Ortsrand (Zillerhofstraße, nähe Eschenrieder Straße) stellt Gröbenzells ältestes Bauwerk dar. Sie wurde von französischen und russischen Kriegsgefangenen des Ersten Weltkriegs aus dem Lager Puchheim (Lagerstraße) erbaut. Das Internierungslager bestand von 1914 bis 1920 und war nach Grafenwöhr die zweitgrößte Einrichtung dieser Art in Bayern. Im Jahr 2014 erfolgte eine umfangreiche Sanierung der Brücke.
- Vom Beginn der Adventszeit bis zum Sonntag nach Heilig Drei Könige am 6. Januar ist rechts neben dem Haupteingang der katholischen Pfarrkirche St. Johann Baptist eine große Weihnachtskrippe im alpenländischen Stil zu besichtigen. Die durchgehend beleuchtete Installation der ortsansässigen Holzschnitzerei Kreutz ist in einer Bretterbude untergebracht und zeigt neben der Heiligen Familie mit Ochs’ und Esel vor einem Bauernhaus mit Stall, die Weisen aus dem Morgenland mit Gefolge, Elefant und Pferd sowie eine Schafherde mit den zugehörigen Hirten.
- Gerhart-Hauptmann-Denkmal, Ecke Puchheimer Straße und Gerhart-Hauptmann-Platz, gestaltet vom Bildhauer Herbert Thomas, gestiftet 1986 von der Landsmannschaft Schlesien Gröbenzell
- Seit 1993 erinnert vor dem Postamt eine aus Eisen geschmiedete Skulptur an 260 Häftlinge, die während des Zweiten Weltkrieges hier Zwangsarbeit verrichten mussten, sowie an die hier eingesetzten 80 italienischen Militärinternierten.[17] Alljährlich wird am 27. Januar, dem Gedenktag für die Opfer des Nationalsozialismus, vor der Skulptur ein Kranz niedergelegt.
- Nahe der nördlichen bzw. nordwestlichen Ortsgrenze liegen zwei Badeseen auf dem Gebiet der Gemeinde Olching. Das Areal erfreut sich ganzjährig großer Beliebtheit bei Radfahrern, Joggern und Spaziergängern. Das südliche der Bahnstrecke München–Augsburg gelegene Gewässer wird als Kleiner See oder Gröbenzeller See bezeichnet. Es ist unbewirtschaftet und wird im Sommer an der Ostseite als FKK-Gelände genutzt. Nördlich der Bahnstrecke liegt der Olchinger See. Er verfügt über eine Wasserwachtstation und wird im Sommer von zwei gastronomischen Betrieben bewirtschaftet. Außerdem befindet sich an seiner Ostseite eine Minigolfanlage.
- Im Weiherweg steht die Villa Zierer des Schriftstellers Otto Zierer (1909–1983). Die Villa wurde 1955 von dem Architekten Hans von Peschke im mediterranen Stil errichtet.[18] Die Villa ist zudem beliebtes Motiv für Film- und TV-Produktionen. Hier drehten u. a. Martina Gedeck, Eva Pflug, Katharina Böhm, Bully Herbig, Dietmar Schönherr, Peter Vogel und die Tatort-Kommissare Udo Wachtveitl und Miro Nemec.[19]
- Die 1924 erbaute Alte Schule gegenüber dem Rathaus. Sie nahm 1925 mit 115 Schülern den Betrieb auf. 1964 wurde der Lehrbetrieb eingestellt. Von 1965 bis 1992 war in dem Gebäude eine Filiale der Deutschen Bundespost untergebracht. In den 1990er Jahren verhinderte eine Bürgerinitiative den Abriss des Gebäudes. Seit 1998 wird, nach etlichen Umbauten, in den Räumen ein Restaurant sowie das Heimat- und Torfmuseum betrieben.
- Am 22. März 2012 verlegte der Künstler Gunter Demnig einen seiner Stolpersteine in der Bahnhofsstraße 3. Das quaderförmige Betonobjekt von etwa zehn Zentimetern Kantenlänge trägt auf der Oberseite eine Messingplatte und wurde ebenerdig in den Gehsteig vor dem ehemaligen Wohnsitz des Gröbenzeller NS-Opfers Kurt Schroeter eingelassen. Der Elektroingenieur, Konzertmeister und Violinlehrer lebte hier mit seiner Frau und zwei Töchtern. Das Haus wurde im Herbst 2012 abgerissen. Nun befindet sich der Stolperstein auf dem Areal der S-Bahn-Fahrradabstellplatz. Die Gravur auf der Metallplatte zeigt neben dem Namen auch die Lebensdaten des Verstorbenen, der von 1923 bis zu seinem Berufsverbot 1937 hier wohnte und 1944 in Auschwitz starb.[20][21]
- Im Herbst 2013 entstand aus einem etwa 2,50 Meter hohen Restbaumstamm einer gravierend geschädigten Kastanie am Gröbenbach eine Skulptur, die mit Hilfe einer Kettensäge gefertigt wurde. Der Werkzeugmacher Richard Litzinger nannte sein Kunstwerk Feenschlösschen. Es zeigt zahlreiche kleine Häuschen, die sich mit Treppen verbunden dem Baumstamm emporwinden.
- Lüftlmalerei aus dem Jahre 1949 an der damaligen Bahnhofsapotheke, die 1980 restauriert wurde. Vom Künstler sind nur die abgebildeten Initialen G.W. bekannt. Dargestellt sind die damals für die Gegend typischen Arbeiten im Zusammenhang mit der Torfstecherei. Im Herbst des Jahres 2019 wurde die ehemalige Bahnhofsapotheke, die alte Bahnhofswirtschaft zusammen mit dem umgebenden Gebäudeensemble abgerissen.
- Die etwa 1,60 Meter hohe Stele Knospe im Foyer des Bürgerhauses sowie der Vier-Elemente-Brunnen vor der katholischen Kirche des Gröbenzeller Bildhauers Hubert Elsässer.
- Während und nach der Corona-Pandemie stand seit dem Frühjahr 2020 bis Herbst 2023 neben dem Haupteingang der katholischen Kirche ein provisorischer Gedenk-Altar für den mittelalterlichen Heiligen Rochus von Montpellier. St. Rochus wird angerufen bei Seuchen, Pest, Cholera und Unglücksfällen. Er ist u. a. der Schutzpatron der Kranken, Ärzte, Spitäler und Gefangenen.

Sehenswürdigkeiten in und um Gröbenzell
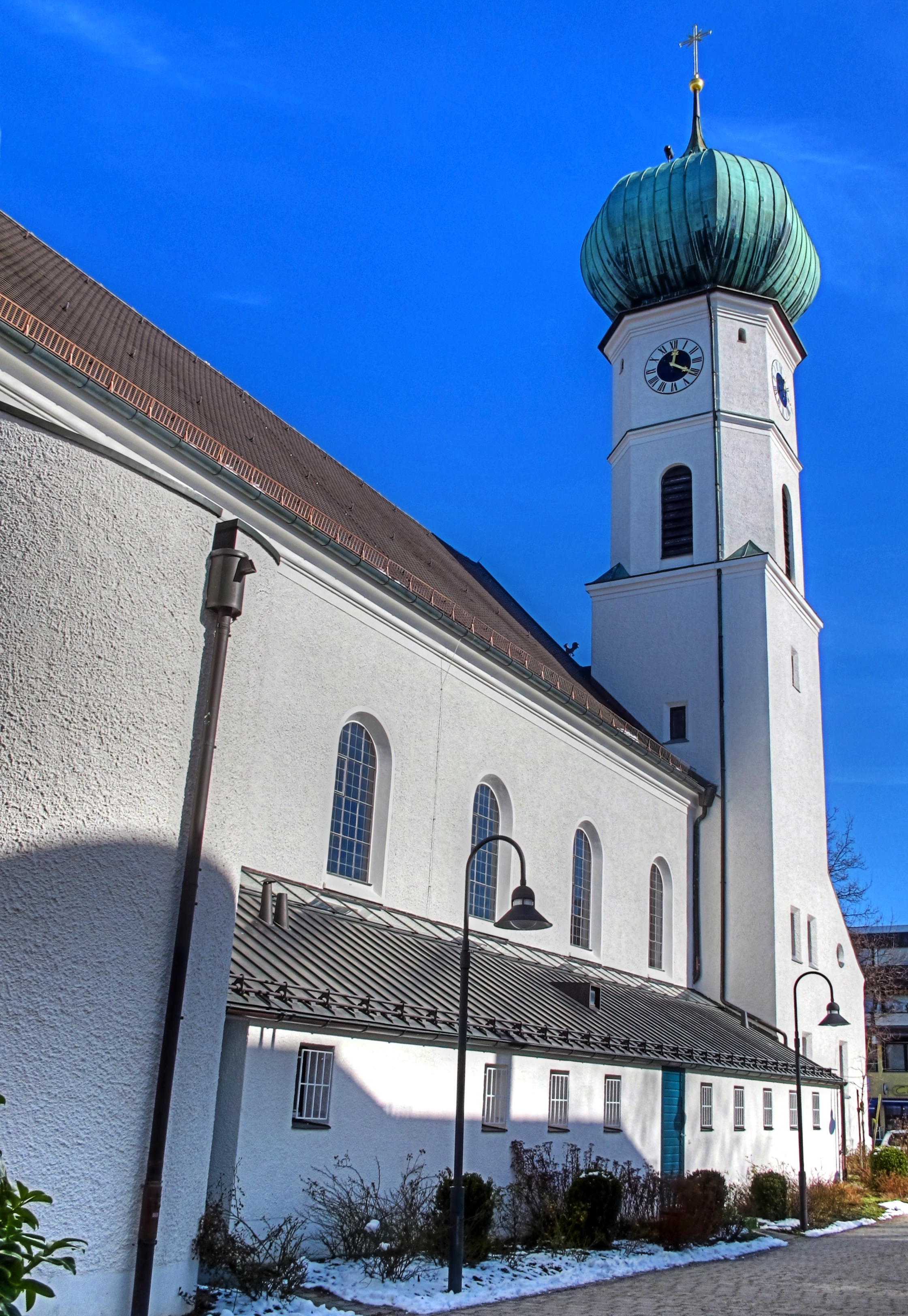
Katholische St.-Johann-Baptist-Kirche ⊙
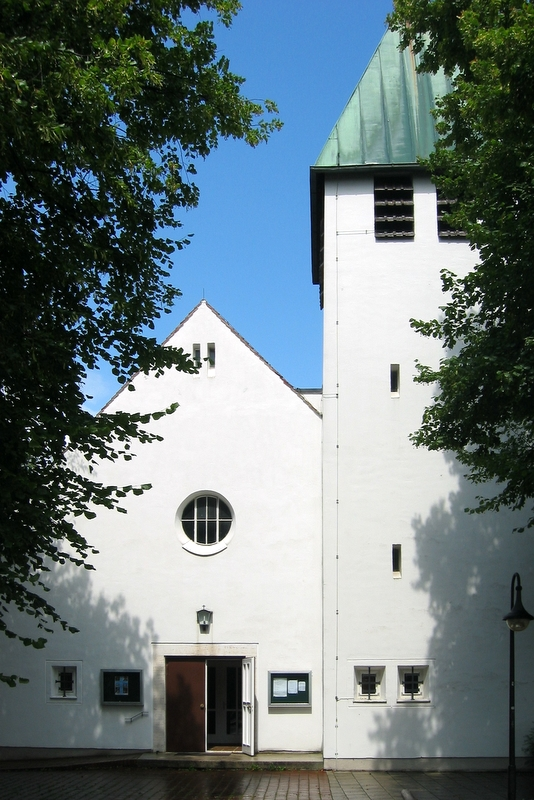
Evangelische Zachäuskirche ⊙
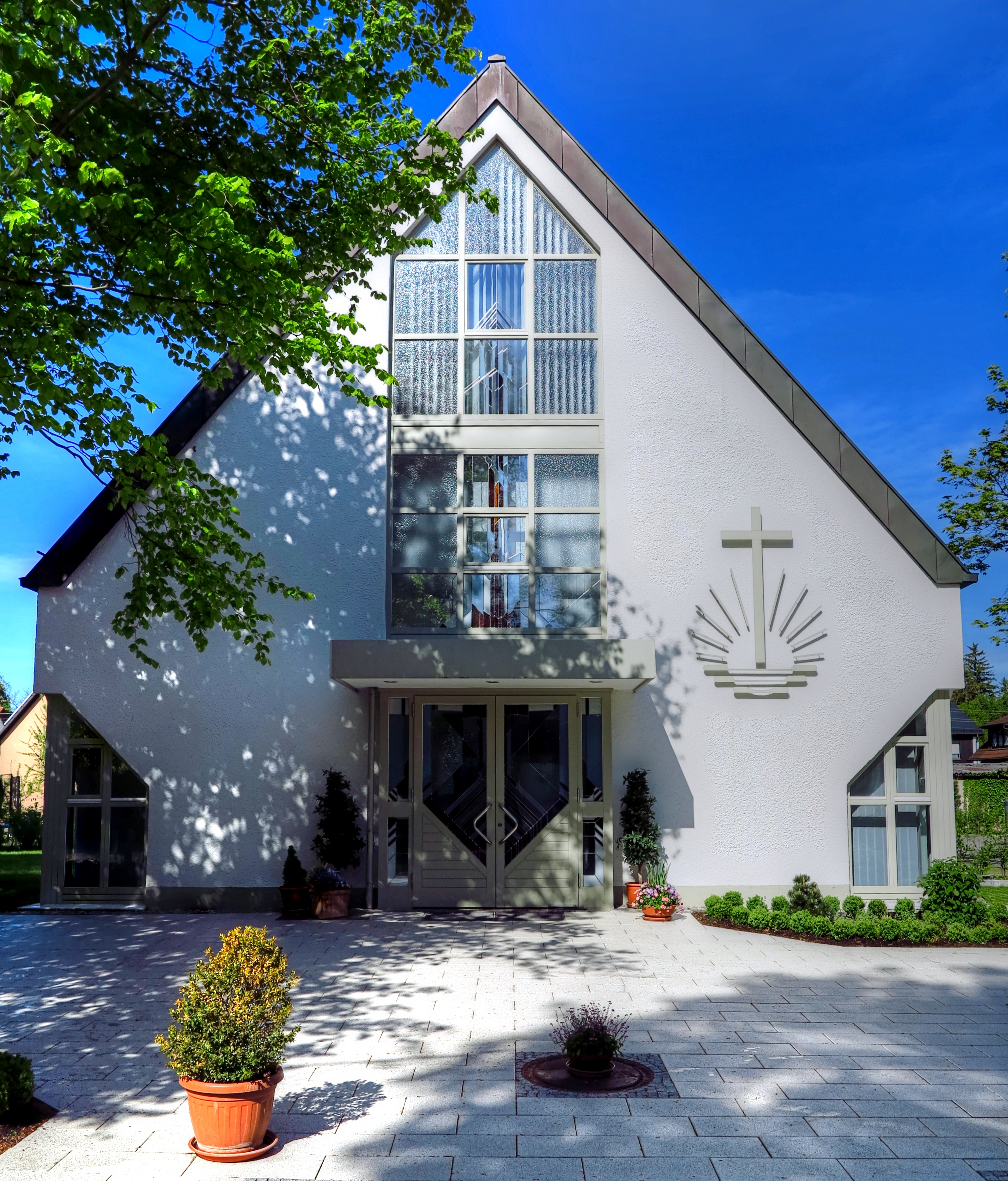
Neuapostolische Kirche ⊙
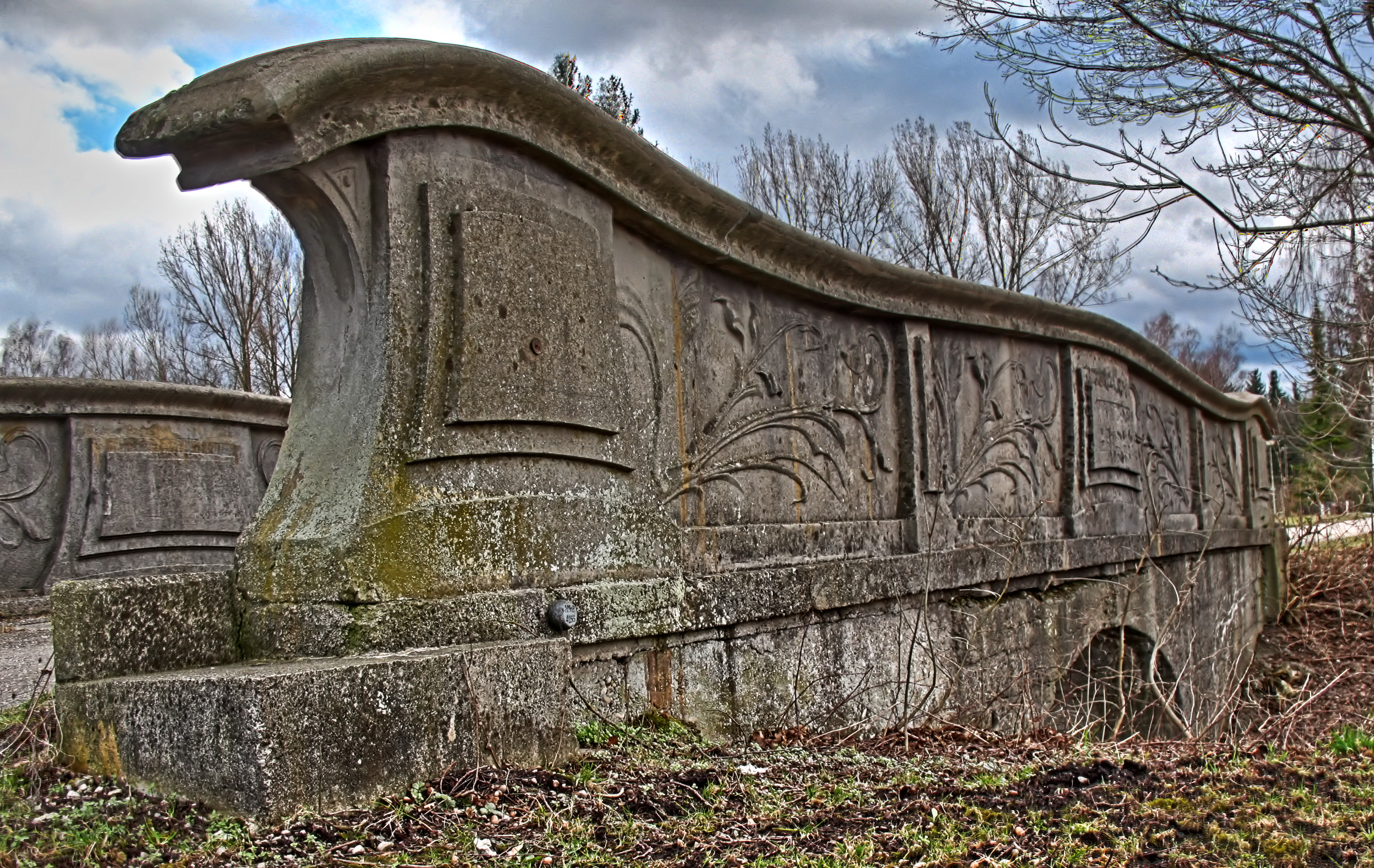
Russenbrücke an östlichen Ortsgrenze ⊙
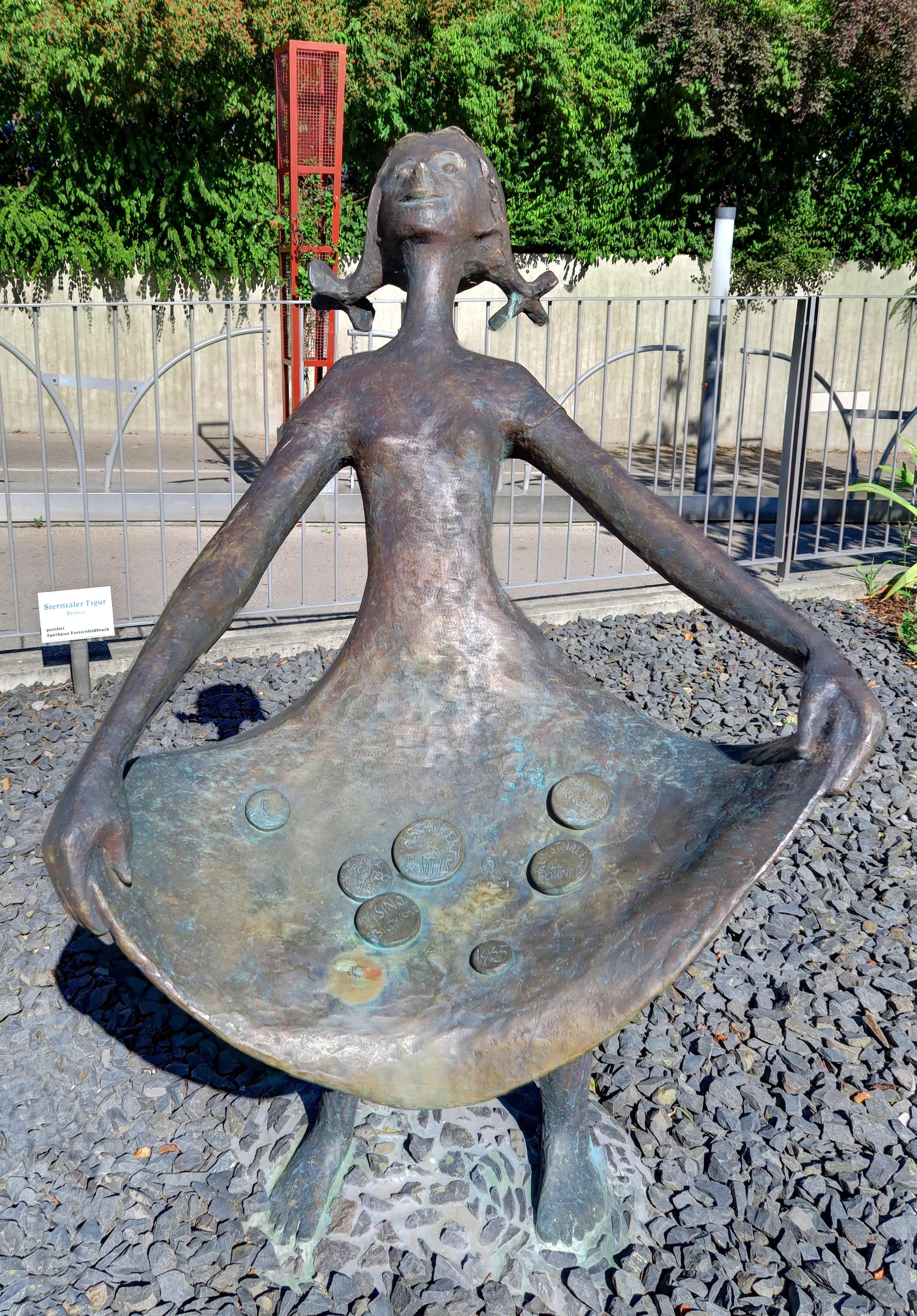
Bronzeplastik Sterntaler ⊙
St. Rochus-„Altar“ während der Corona-Pandemie
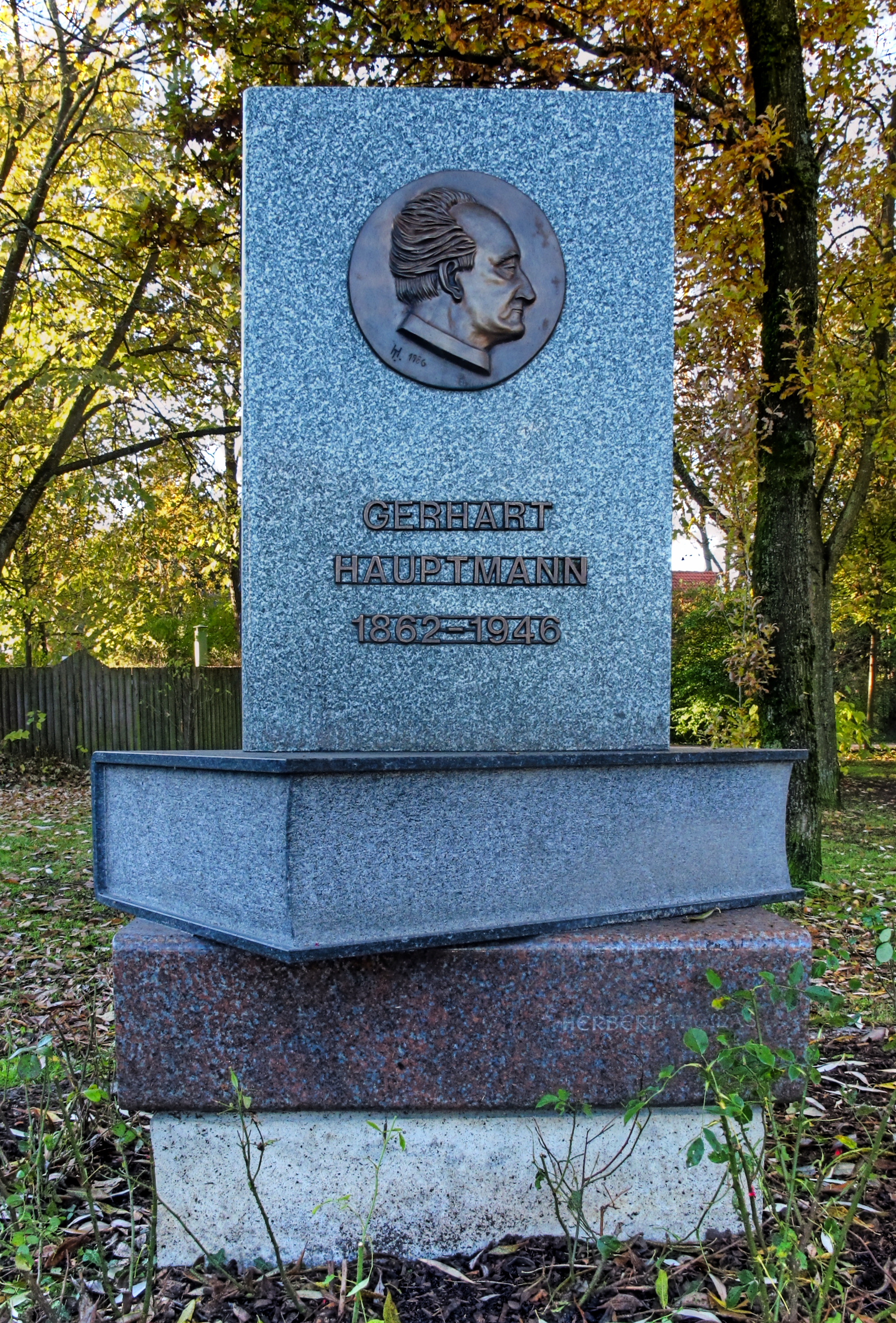
Gerhart-Hauptmann-Denkmal ⊙
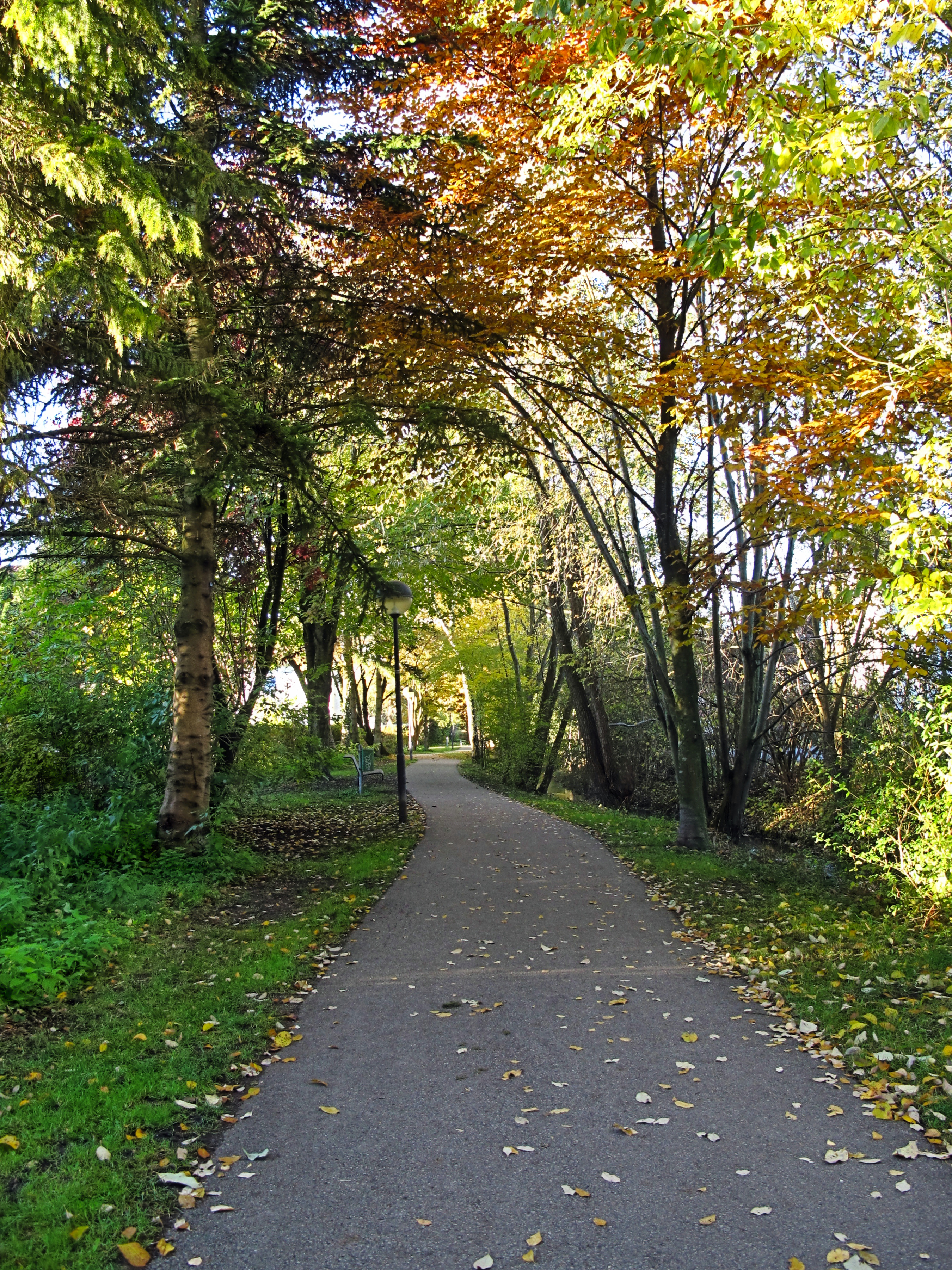
Rad- und Gehweg am Kleinen Ascherbach ⊙
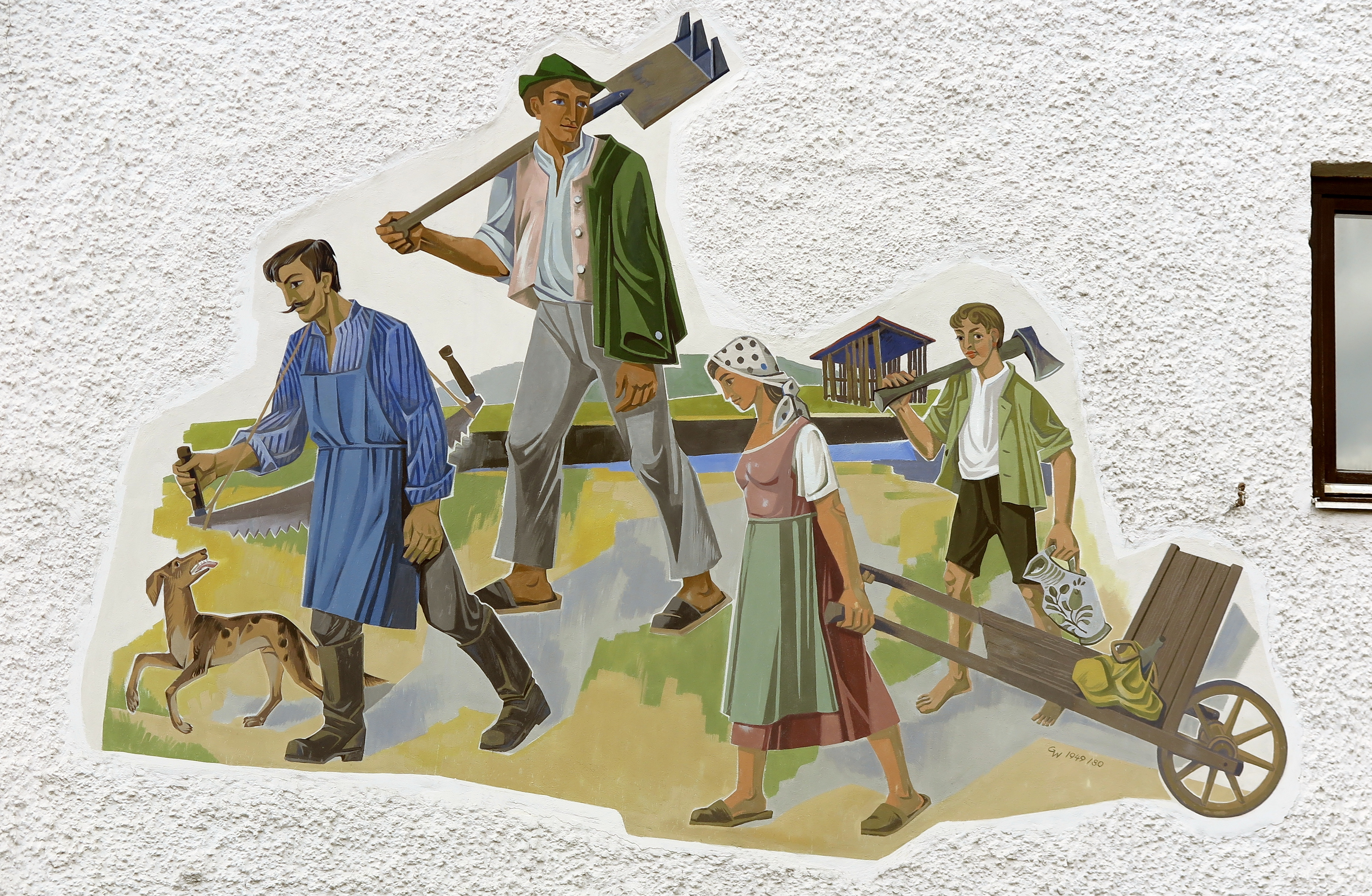
Lüftlmalerei an ehem. Bahnhofsapotheke (Abriss 2019) ⊙
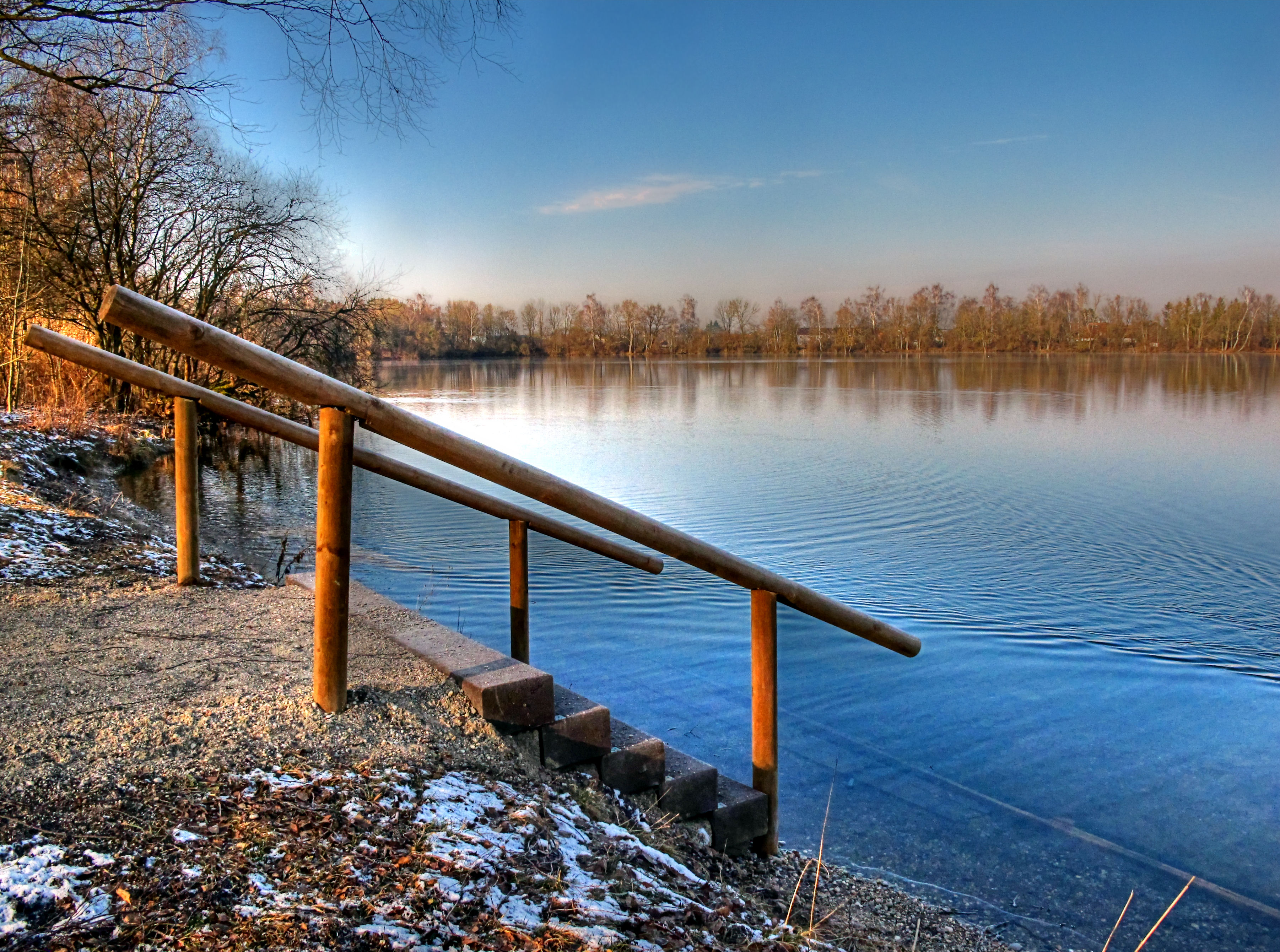
Olchinger See an der nordwestlichen Ortsgrenze ⊙
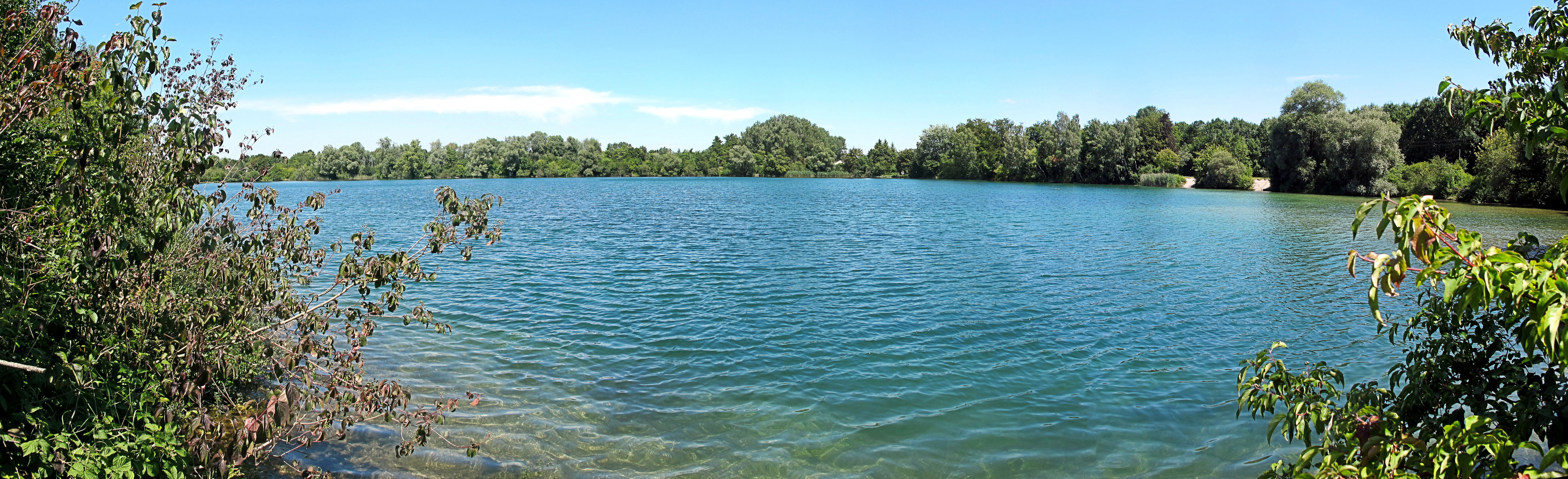
Gröbenzeller See ⊙
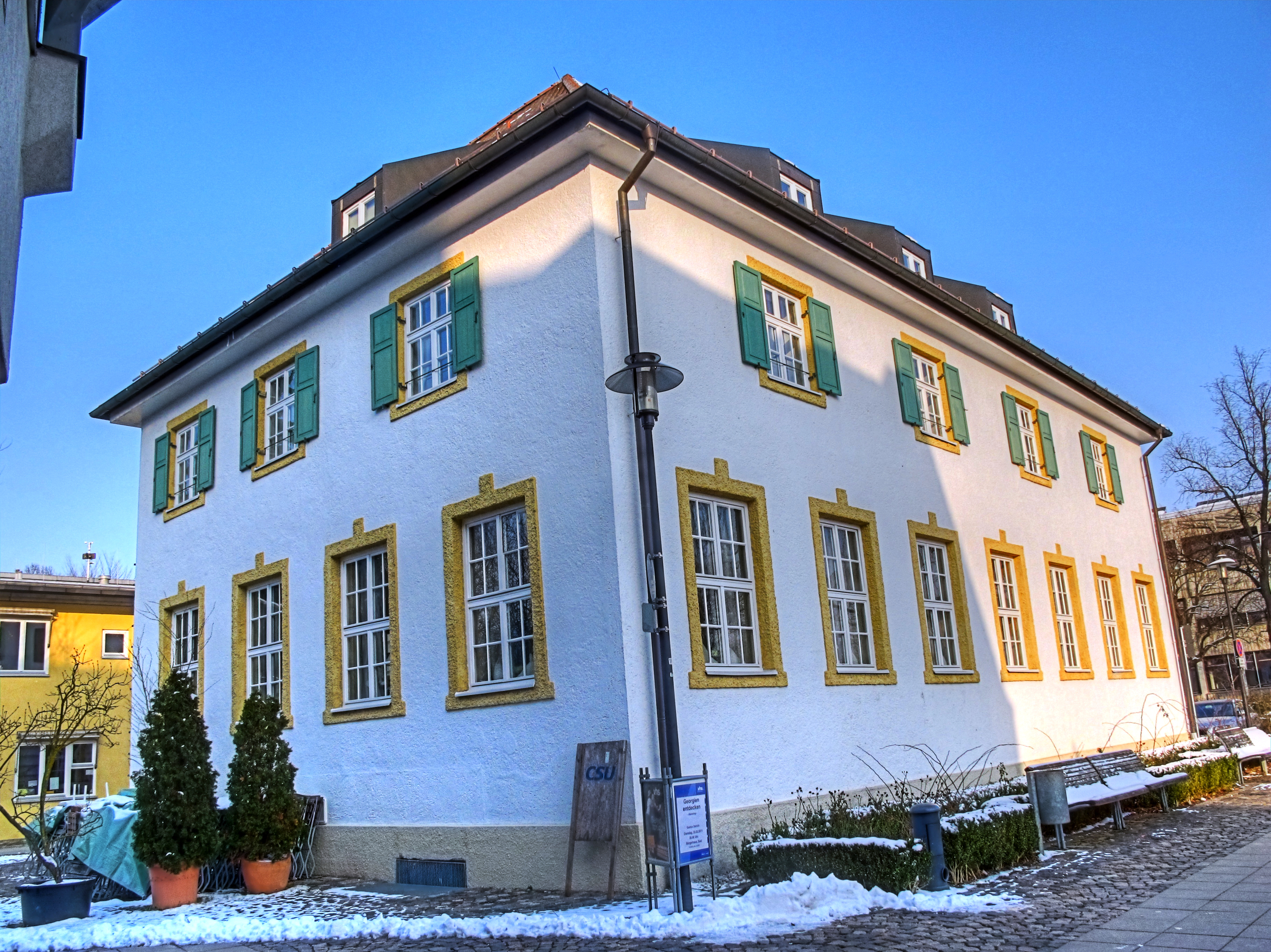
Alte Schule im Ortszentrum
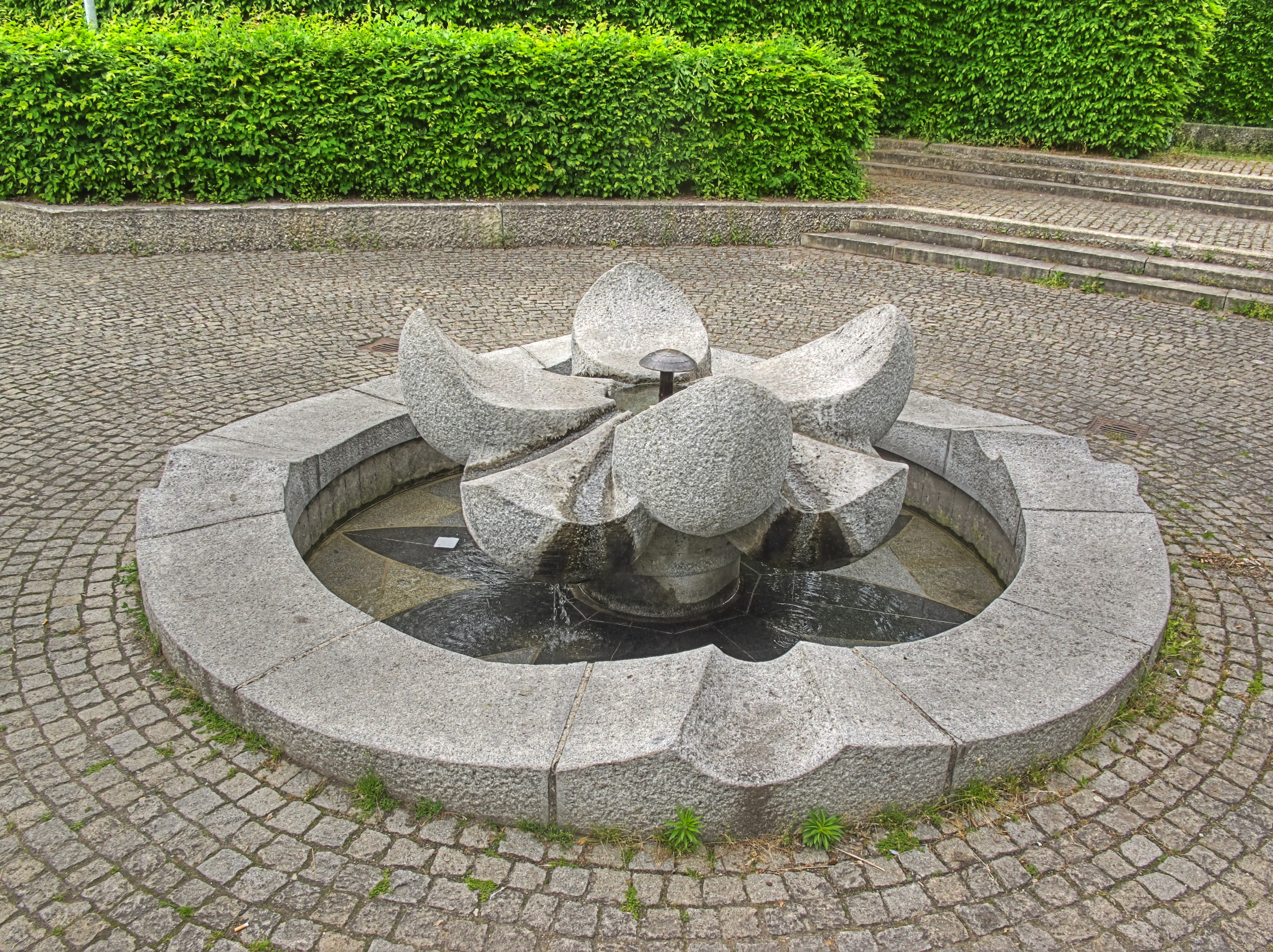
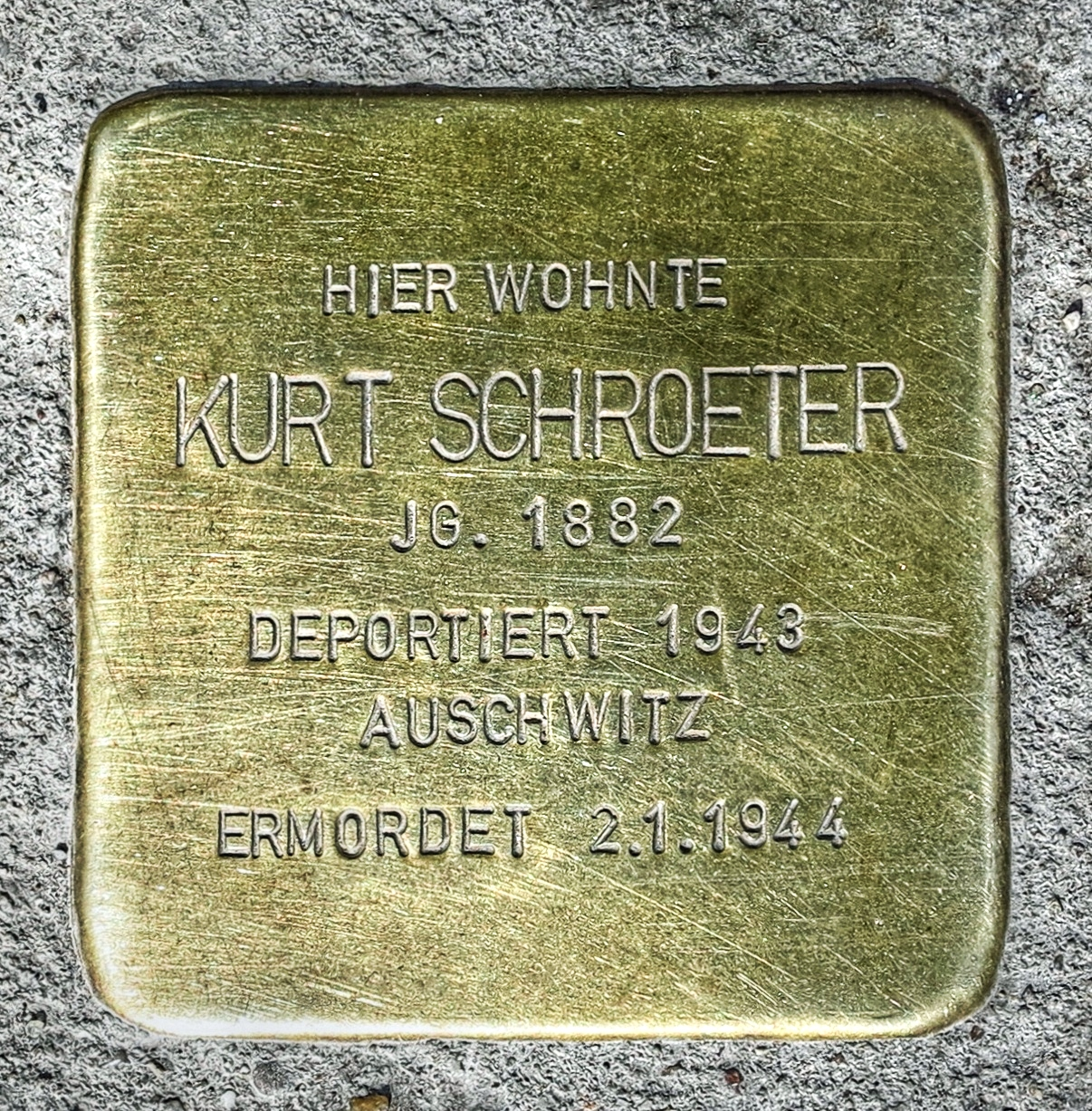
Stolperstein von Gunter Demnig
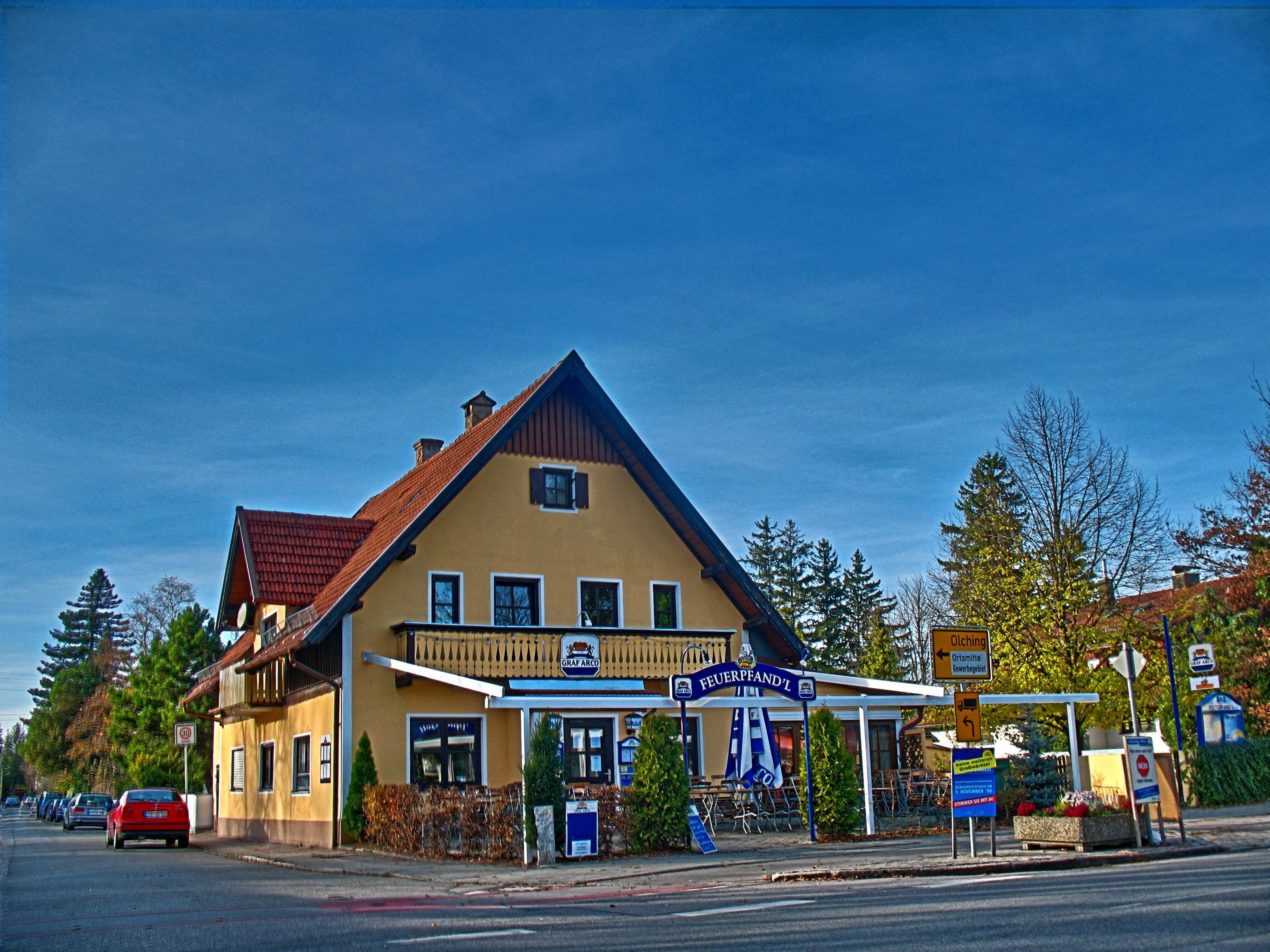
Gaststätte im Norden Gröbenzells
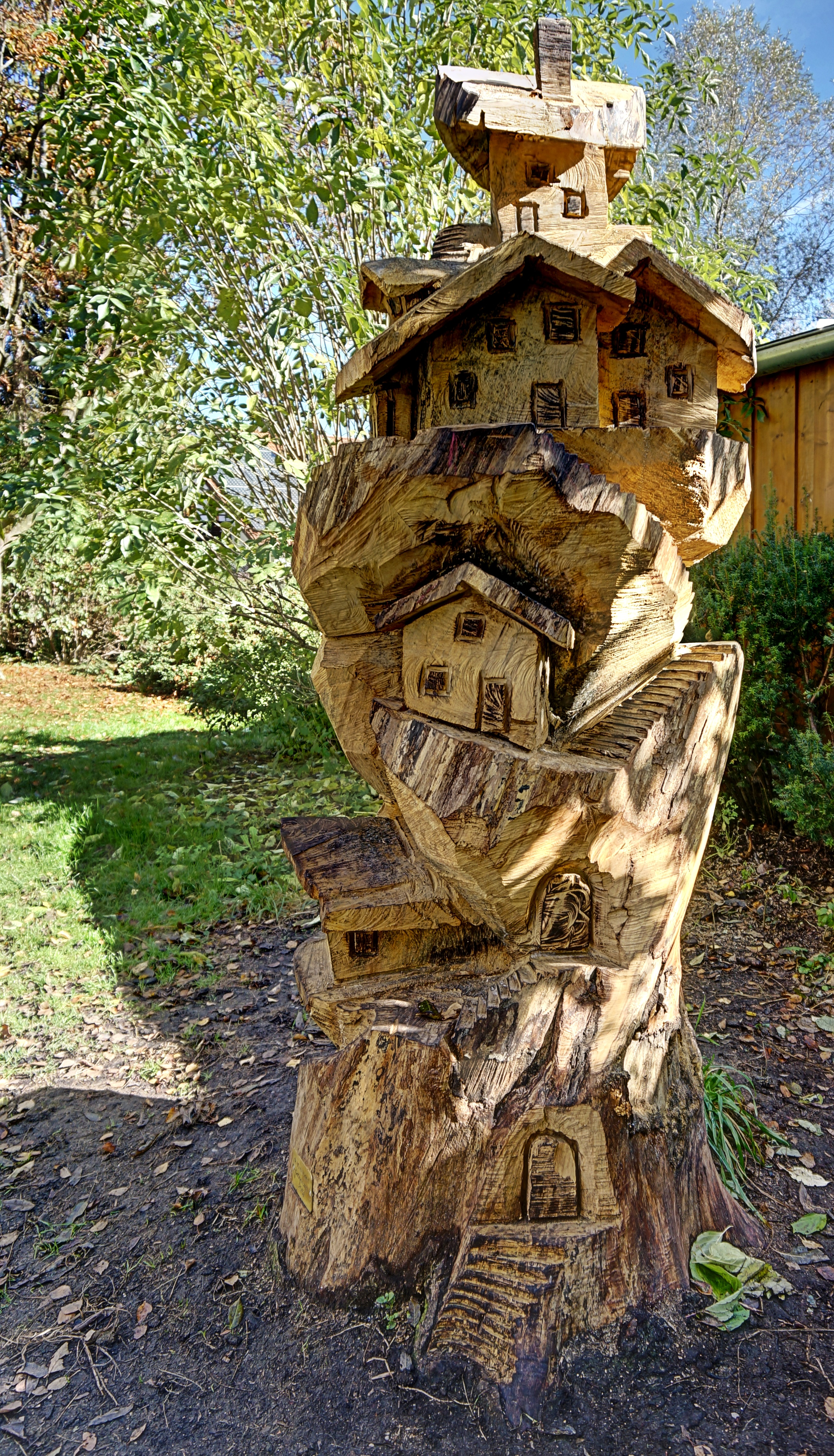
Feenschlösschen am Gröbenbach

## Sport
Der Damenhandballclub HCD Gröbenzell, der in der Saison 2017/18 sogar in der Zweiten Bundesliga spielte, ist der erfolgreichste Sportverein der Gemeinde.
Das lokale Roundnet Team G'zell Gazellen spielte in der Saison 2021/22 in der Qualifikationsrunde für die Roundnet Bundesliga.
Weitere Sportvereine sind der 1. SC Gröbenzell, der FC Grün-Weiß Gröbenzell, der Fechtclub Gröbenzell und der Schützenverein SSV Almrausch Gröbenzell e. V.

## Verkehr

### Straße
Gröbenzell ist über die Anschlussstellen Dachau/Fürstenfeldbruck oder Lochhausen/Langwied mit der Bundesautobahn 8, sowie über die Anschlussstelle München-Lochhausen/Gröbenzell mit der A 99 verbunden.

### S-Bahnverkehr
Im öffentlichen Nahverkehr ist Gröbenzell mit eigener Haltestelle der S-Bahn-Linie S3 (Mammendorf–Holzkirchen) an das S-Bahn-Netz des Münchner Verkehrs- und Tarifverbundes angeschlossen. Die Münchner Innenstadt ist damit in rund 20 Minuten zu erreichen.
| Linie | Linienverlauf |
| ----- | --- |
| S3    | Mammendorf – Malching – Maisach – Gernlinden – Esting – Olching – Gröbenzell – Lochhausen – Langwied – Pasing – Laim – Hirschgarten – Donnersbergerbrücke – Hackerbrücke – Hauptbahnhof – Karlsplatz (Stachus) – Marienplatz – Isartor – Rosenheimer Platz – Ostbahnhof – St.-Martin-Straße – Giesing – Fasangarten – Fasanenpark – Unterhaching – Taufkirchen – Furth – Deisenhofen – Sauerlach – Otterfing – Holzkirchen |

### Busverkehr
Gröbenzell wird durch mehrere Regionalbuslinien des MVV erschlossen. So besteht eine Busverbindung nach Lochhausen und Puchheim über den Regionalbus 830, der die S-Bahn-Haltestellen in beiden Orten miteinander verbindet, sowie eine Nachtlinie über den Nachtbus N80/N81 vom Pasinger Bahnhof.
Seit dem 28. November 2016 verkehrt zudem die MVV Regionalbuslinie 832 von Puchheim (S) Nord über Gröbenzell (S) Schubertstraße nach Olching (S). Seitdem ist das zuvor nicht an den MVV angebundene Nord-Gröbenzell erschlossen.
Im Jahr 2017 übernahm das neue MVV RufTaxi 8300 das Netz des Anrufsammeltaxis Olching (A.S.T.O.).
Seit dem Jahr 2019 wird auch der Ziegeleiring in Gröbenzell durch die Expressbuslinie X80 (Puchheim – Gröbenzell – Lochhausen – Obermenzing – Moosach) bedient.
| Linie | Linienverlauf                                                                     | Verkehrsunternehmen |
| ----- | --------------------------------------------------------------------------------- | ------------------- |
| X80   | Puchheim Süd – Gröbenzell – Lochhausen – Untermenzing – Moosach                   | MVG                 |
| 830   | Puchheim Nord – Gröbenzell – Lochhausen                                           | Waibel Bus          |
| 832   | Puchheim Nord – Gröbenzell Nord – Olching                                         | Griensteidl         |
| N80   | Pasing – Germering – Puchheim – Gröbenzell – Lochhausen – Pasing (Ringlinie)      | MVG                 |
| N81   | Pasing – Lochhausen – Gröbenzell – Puchheim – Germering – Pasing (Ringlinie)      | MVG                 |
| 8300  | Ruftaxi Fürstenfeldbruck / Gernlinden (Maisach) / Olching / Puchheim / Gröbenzell | Geldhauser          |

### Schieneninfrastruktur

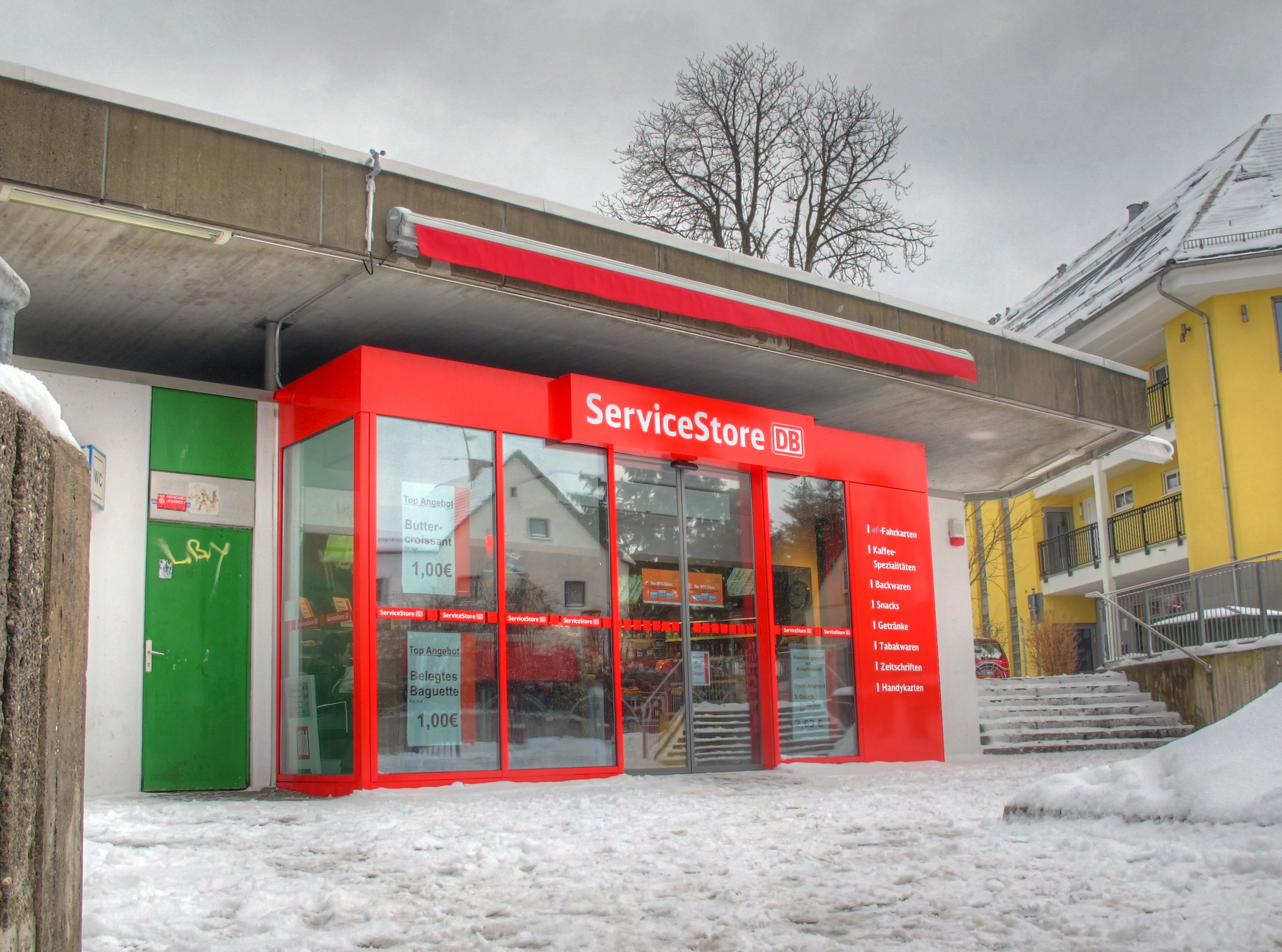
DB Service-Store am Bahnhof (Februar 2012)
derzeit Dönerladen (2024)

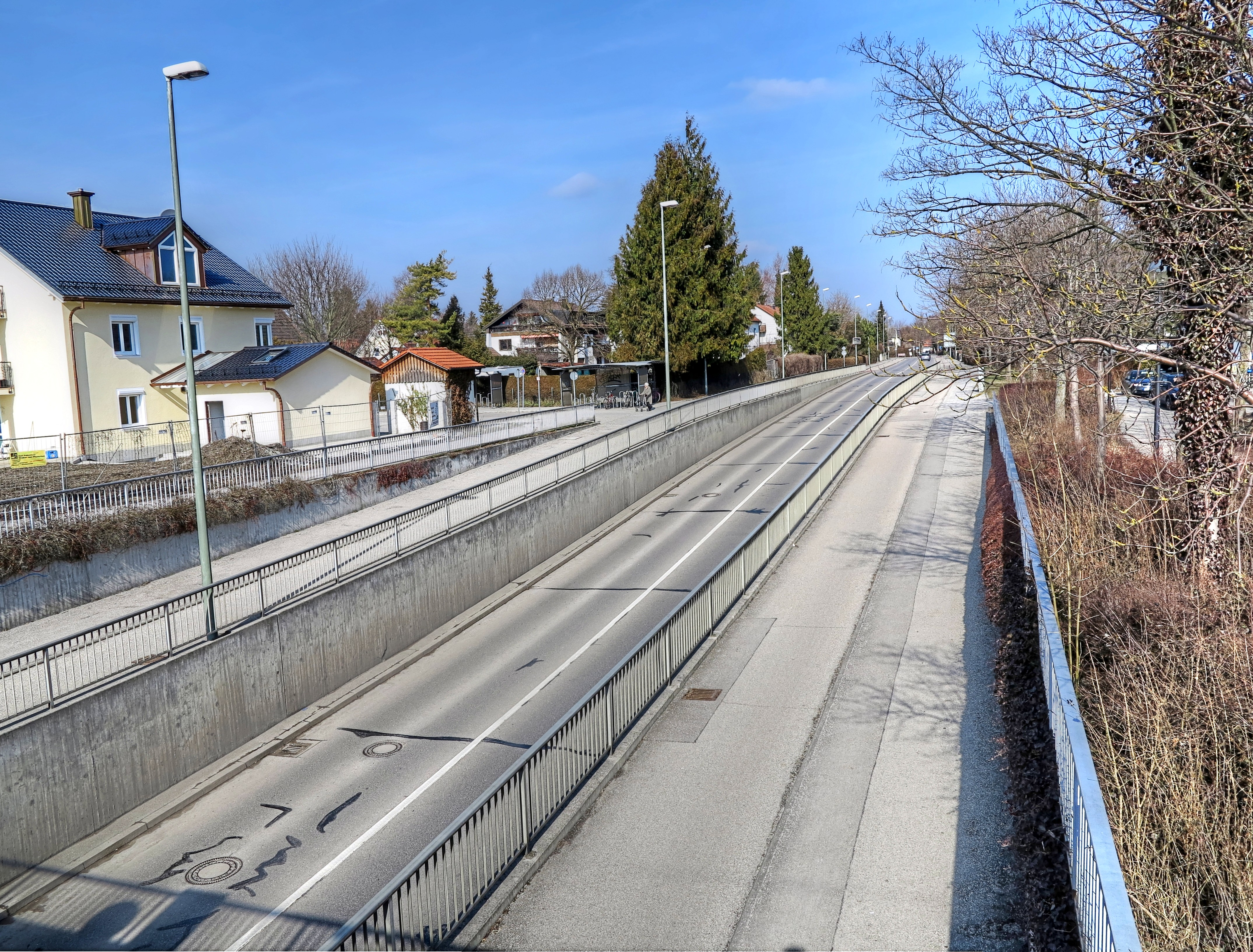
Bahnunterführung in der Freyastraße

Die Bahntrasse München–Augsburg durchschneidet Gröbenzell von Südosten nach Nordwesten. Bis Anfang der 1970er Jahre waren beide Gemeindeteile über einen beschrankten Bahnübergang in Verlängerung der Kirchen- zur Bahnhofstraße für den allgemeinen Straßenverkehr verknüpft. Bis dahin verfügte der Ort noch über einen Güterbahnhof. Im Rahmen der Neugestaltung der S-Bahn-Haltestelle erfolgte eine Verlagerung der Verbindungsstraße zwischen dem Nord- und dem Südteil Richtung München in Form einer Unterführung in der Freyastraße. Die Kirchenstraße wurde in ihrer vollständigen Länge daraufhin zur Einbahnstraße und die Bahnhofstraße in ihrem Südteil zur Sackgasse, wobei beides nur für den Kfz-Verkehr gilt. Rad- und Fußverkehr können zudem weiterhin die Bahnstrecke an dieser Stelle queren.

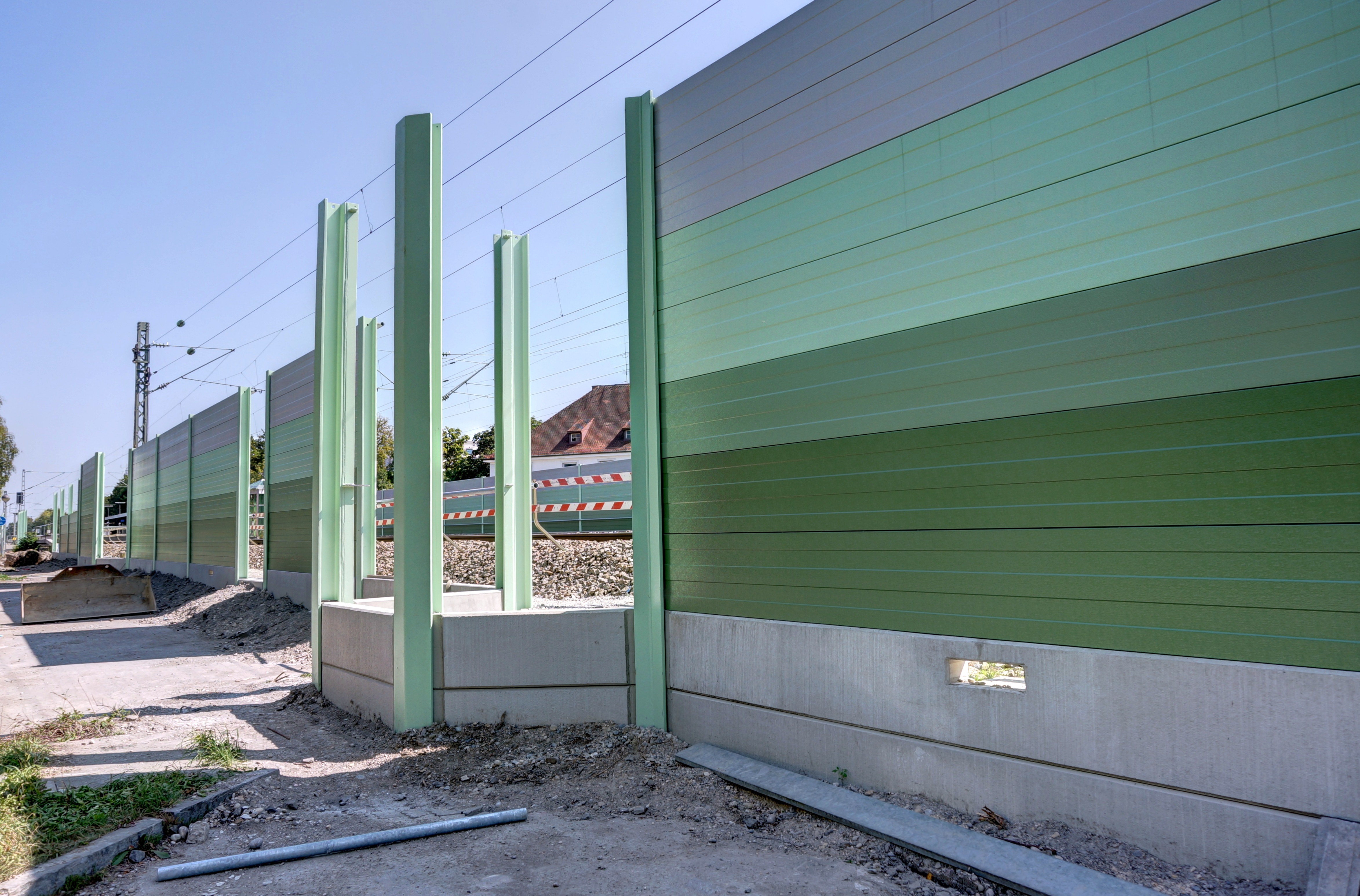
Lärmschutzwand in der Bauabschlussphase (Juli 2013)

Seit Mitte 2012 wurde an der Schienenstrecke in Ortszentrumsnähe eine Schutzwand gegen den Bahnlärm gebaut. Die Schallisolierung erfolgt teilweise mit abgestuft grünfarbigen Leichtmetallelementen. An bestimmten Streckenabschnitten, beispielsweise am Gleis zum Güterbahnhof Allach werden im oberen Bereich der Lärmschutzwand auch durchsichtige Bauteile eingesetzt. Verschiedene Streckenabschnitte erhalten einen Lärmschutz in Form von steingefüllten Drahtkörben, sogenannten Gabionen. An einigen Stellen werden beide Schutzwandarten alternierend und versetzt installiert, so beispielsweise im südlichen Gröbenzell entlang des Lenzwegs. Die Lärmschutzmaßnahmen wurden Jahr 2015 abgeschlossen.

### Elektromobilität
An der Rathaus-/Ecke Kirchenstraße links neben dem Drogeriemarkt nahm Ende Dezember 2019 eine öffentliche Ladestation des Netzwerkbetreibers E-WALD für Elektrofahrzeuge ihren Betrieb auf. Zum Aufladen ist ein eigener Parkplatz für Elektroautos reserviert. Weitere Ladestationen befinden sich in der Danzinger Straße 15 auf dem Kauflandparkplatz sowie in der Industriestraße 29 (Bayernwerk Charging Station).

### Fahrrad

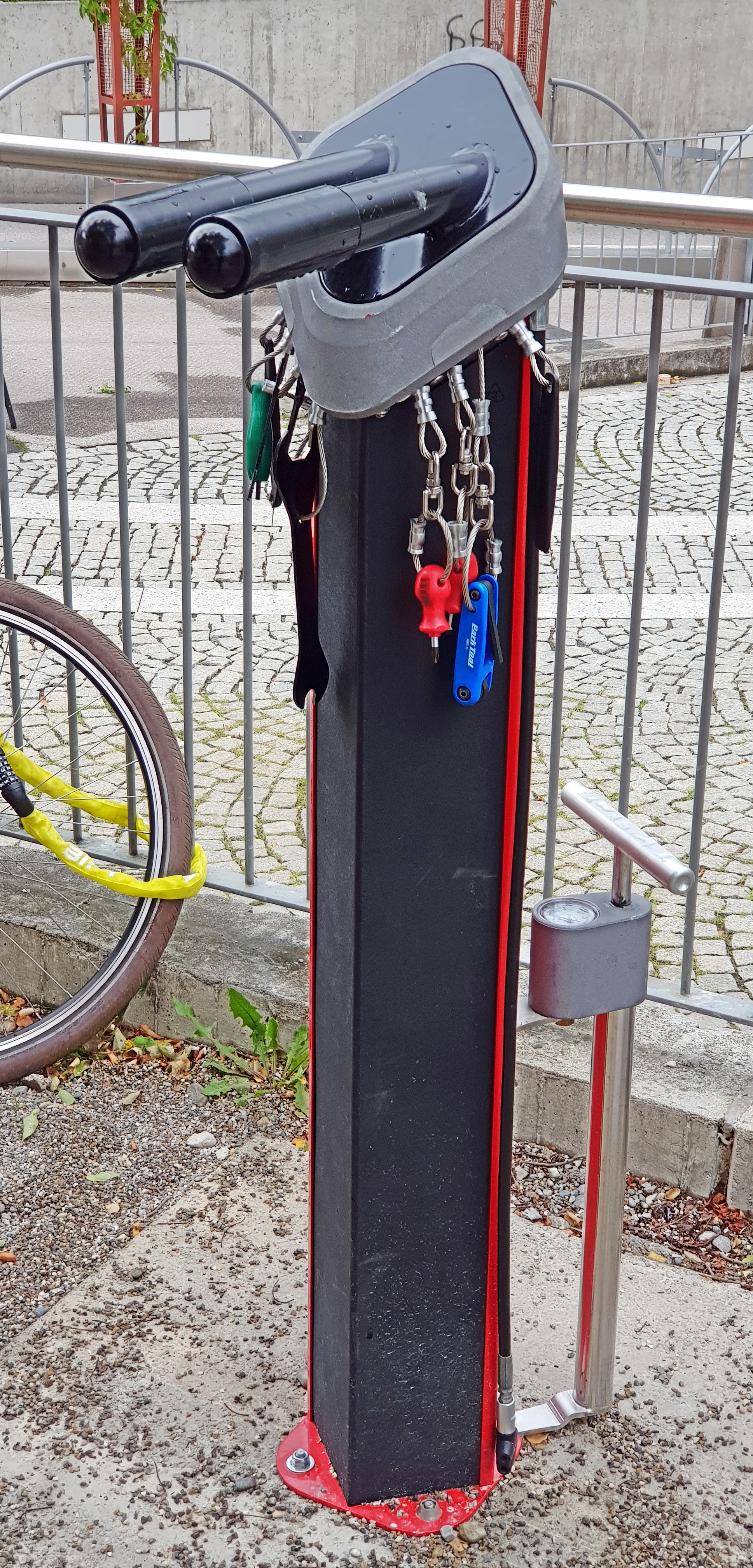
Werkzeugsäule für Radfahrer (Juli 2019)

Gröbenzell wurde in mehreren ADFC-Fahrradklima-Tests vergleichsweise gut bewertet. Insbesondere im Schüler- und im Verkehr zu S-Bahnhof hat das Fahrrad einen hohen Anteil, was an den umfangreichen und gut ausgelasteten Abstellanlagen an allen vier Seiten des S-Bahnhofs erkennbar ist. Im Bemühen um eine fahrradfreundliche Gestaltung des Straßenverkehrs in der Gemeinde Gröbenzell wurden im Mai 2015 zwei stationäre Fahrradluftpumpen aus Edelstahl mit Manometer an der S-Bahn-Station aufgestellt. Sowohl am Nord- als auch am Südzugang zur S-Bahn befindet sich zu Beginn der Rad- und Fußgängerunterführung jeweils eine Radpumpe. Ergänzt wurden die Edelstahlfahrradpumpen durch eine Werkzeugsäule mit den wichtigsten Radfahrerwerkzeugen wie beispielsweise Gabelschlüssel, Kreuzschlitzschraubendreher oder Imbussteckschlüsselsatz. Seit 2016 ist Gröbenzell Mitglied in der AGFK Bayern.

## Schulen

### Staatliche Schulen
- Ährenfeldschule, Grundschule
- Grundschule an der Bernhard-Rößner-Straße
- Gymnasium Gröbenzell
- Gröbenbachschule Gröbenzell, Grund- und Hauptschule mit rund 280 Schülern (Bezeichnung bis 2000: Grund- und Hauptschule an der Hans-Kerle-Straße, davor bis 1995 Hans-Kerle-Schule). Benannt wurde die Schule ursprünglich nach dem Stifter des Schulgrundstückes. Als die parteipolitischen Verwicklungen von Hans Kerle während der Zeit des Nationalsozialismus in den 1990er Jahren bekannt wurden, erfolgte die Umbenennung der Schule. Der Straßenname blieb erhalten.

### Private Schulen
- Rudolf-Steiner-Schule Gröbenzell (Waldorfschule)

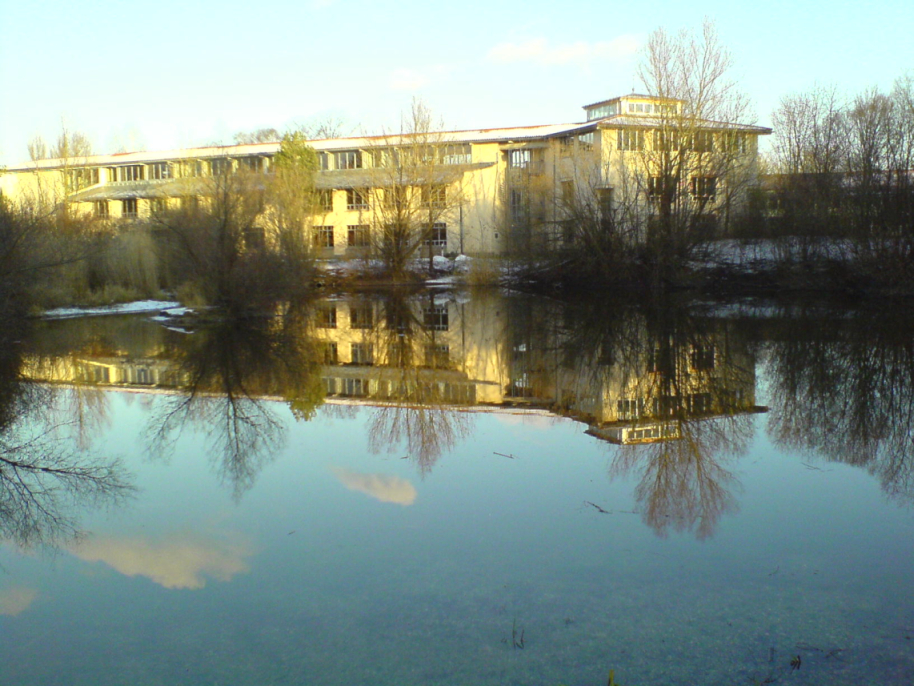
Gymnasium

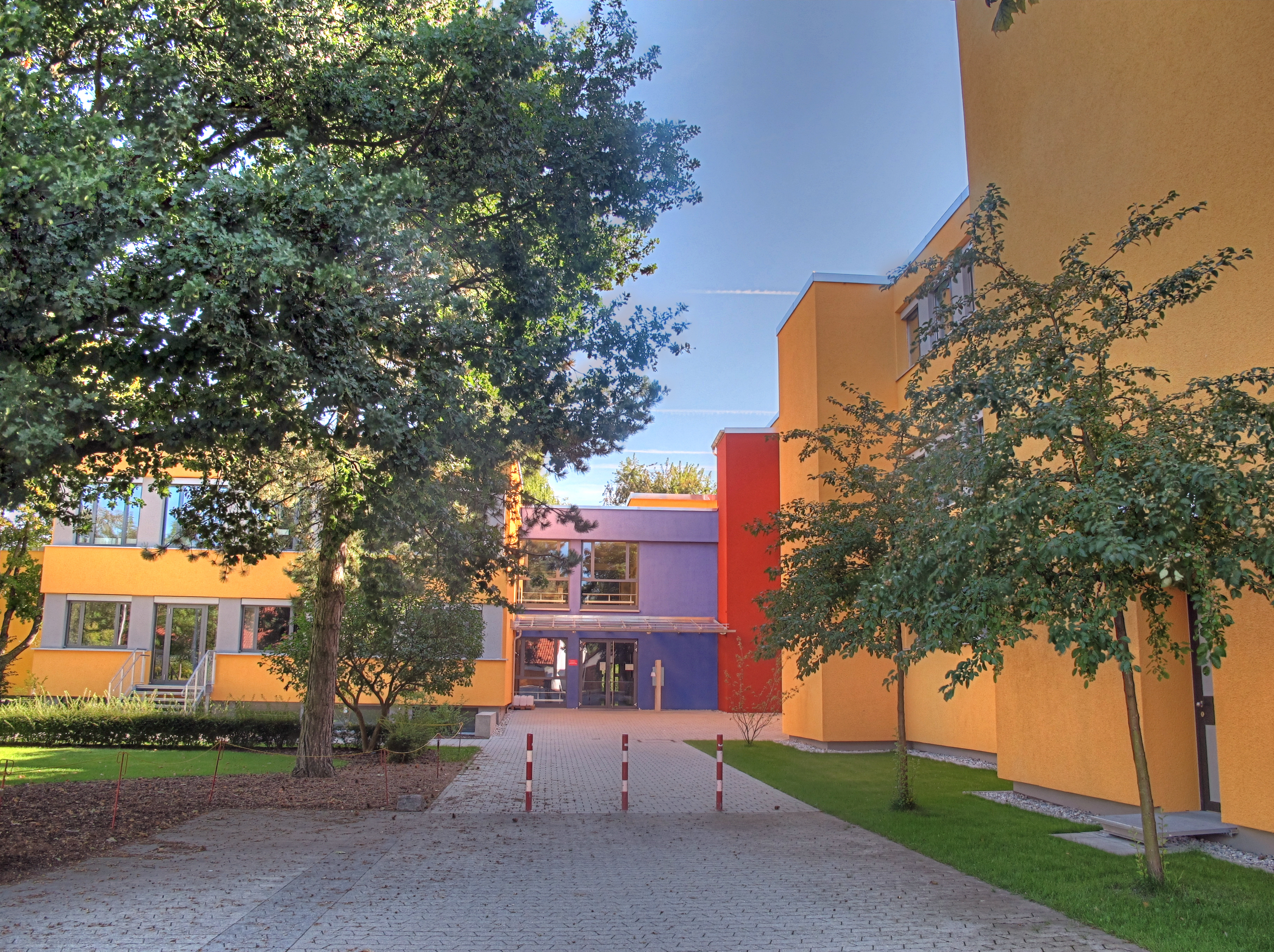
Gröbenbachschule

## Bekannte Gröbenzeller

### Wissenschaft und Wirtschaft
- Rudolf Bayer (* 1939), Informatiker, Datenbank-Pionier und Erfinder der B-Bäume, Prof. Emeritus der TU München[24]
- Karl Eibl (1940–2014), Literaturwissenschaftler und emeritierter Professor der LMU München
- Burkhard Göschel (* 1945), ehem. Entwicklungs- und Produktionsvorstand der BMW Group AG, Professor für Maschinenbau, Vorsitzender der Formel-1 Herstellervereinigung (GPMA), ehem. Technikvorstand bei Magna International in Graz (Österreich)
- Karl Larenz (1903–1993), Rechtswissenschaftler und ordentlicher Professor an der Ludwig-Maximilians-Universität
- Friederike Klippel (* 1949), emeritierte Professorin für die Didaktik der Englischen Sprache und Literatur an der Ludwig-Maximilians-Universität München

### Kunst, Kultur, Kirche
- Monika Baumgartner (* 1951), Schauspielerin
- Karl-Dieter Bodack (1938–2025), Ingenieur und Designer
- Hans Bergel (1925–2022), Schriftsteller
- Hubert Elsässer (1934–2009), Bildhauer
- Wolf Euba (1934–2013), Rezitator, Hörspielsprecher, Regisseur und Autor
- Josef Fottner (1909–1983), Kunstmaler
- Martin Gregor-Dellin (1926–1988), Schriftsteller
- Tilman Jeremias (* 1966), evangelischer Bischof
- Ulrich Kaiser (1934–2015), Sportjournalist
- Otto Koch (* 1949), Koch und Fachbuchautor
- Werner Tiki Küstenmacher (* 1953), evangelischer Pfarrer, Autor und Karikaturist
- Günter Mack (1930–2007), Schauspieler
- Volker Prechtel (1941–1997), Theater-, Kino-, Hollywood- (Der Name der Rose) und Fernsehschauspieler
- Barbara Schöneberger (* 1974), Fernsehmoderatorin
- Otto Zierer (1909–1983), Sachbuchautor, Romanschriftsteller
- Joachim Willeitner (* 1957), Sachbuchautor, Journalist
- Badchieff (* 1999), Rapper, DJ und Musikproduzent

### Sport
- Hans Siegl (1944–1978), Motorrad-Bahnrennfahrer
- Marco Hiller (* 1997), Fußballprofi
- Sandra Ittlinger (* 1994), Volleyball-/Beachvolleyball-Profi
- Paul Barth (* 1945), Judoka, Bronze Olympische Sommerspiele 1972

### Politik
- Reinhold Bocklet (* 1943), Rechtsanwalt, bayerischer Staatsminister a. D. für Ernährung, Landwirtschaft und Forsten, ehem. Abgeordneter und Vizepräsident des Bayerischen Landtages
- Peter Glotz (1939–2005), Publizist, Wissenschaftler und SPD-Politiker
- Eicke Götz (* 1939), Jurist, von 1980 bis 1990 Abgeordneter des Deutschen Bundestags
- Martin Runge (* 1958), von 1996 bis 2013 Abgeordneter des Bayerischen Landtages, Publizist, seit 2014 Zweiter Bürgermeister Gröbenzells